# Liste d'églises en Eure-et-Loir
La liste d'églises en Eure-et-Loir vise à recenser les églises du département français d'Eure-et-Loir. Il est fait état des diverses protections dont elles peuvent bénéficier et notamment des inscriptions et classements au titre des monuments historiques.

## Rattachement diocésain des églises catholiques
En ce qui concerne le culte catholique, les églises sont situées dans le diocèse de Chartres.

## Statistiques
Le département d'Eure-et-Loir comprend 365 communes au 1er janvier 2023.
Depuis 2022, le diocèse de Chartres compte 23 paroisses.

## Liste des églises catholiques
Le classement ci-après se fait par commune selon l'ordre alphabétique.
Il est fait état des diverses protections dont elles peuvent bénéficier, et notamment les inscriptions et classements au titre des monuments historiques.
| Église                                                                                     | Commune                        | Adresse | Coordonnées                      | Notice         | Protection                                                                                | Date        | Illustration                                                                               |
| ------------------------------------------------------------------------------------------ | ------------------------------ | ------- | -------------------------------- | -------------- | ----------------------------------------------------------------------------------------- | ----------- | ------------------------------------------------------------------------------------------ |
| Église Saint-Pierre d'Abondant                                                             | Abondant                       |         | 48° 47′ 14″ nord, 1° 26′ 30″ est |                |                                                                                           |             | Image manquante Téléverser                                                                 |
| Église Saint-Samson d'Allainville                                                          | Allainville                    |         | 48° 43′ 18″ nord, 1° 18′ 08″ est |                |                                                                                           |             | Église Saint-Samson d'Allainville                                                          |
| Église Saint-Jacques d'Allonnes                                                            | Allonnes                       |         | 48° 19′ 44″ nord, 1° 39′ 18″ est |                |                                                                                           |             | Église Saint-Jacques d'Allonnes                                                            |
| Église Notre-Dame d'Alluyes                                                                | Alluyes                        |         | 48° 13′ 49″ nord, 1° 21′ 53″ est | « PA00132558 » | Classé MH                                                                                 | 1994        | Église Notre-Dame d'Alluyes                                                                |
| Église Saint-Pierre-Saint-Paul d'Amilly                                                    | Amilly                         |         | 48° 26′ 35″ nord, 1° 23′ 43″ est |                |                                                                                           |             | Église Saint-Pierre-Saint-Paul d'Amilly                                                    |
| Église Saint-Cyr-et-Sainte-Julitte d'Anet                                                  | Anet                           |         | 48° 51′ 14″ nord, 1° 26′ 21″ est | « PA00096957 » | Classé MH                                                                                 | 1960        | Église Saint-Cyr-et-Sainte-Julitte d'Anet                                                  |
| Église Saint-Aubin de Coudreceau                                                           | Arcisses                       |         | 48° 20′ 47″ nord, 0° 55′ 15″ est |                |                                                                                           |             | Église Saint-Aubin de Coudreceau                                                           |
| Église Saint-Martin de Brunelles                                                           | Arcisses                       |         | 48° 19′ 24″ nord, 0° 53′ 37″ est | « IA28000106 » |                                                                                           |             | Église Saint-Martin de Brunelles                                                           |
| Église Notre-Dame-du-Mont-Carmel de Margon                                                 | Arcisses                       |         | 48° 20′ 09″ nord, 0° 50′ 02″ est | « IA28000173 » |                                                                                           |             | Église Notre-Dame-du-Mont-Carmel de Margon                                                 |
| Église Notre-Dame d'Ardelles                                                               | Ardelles                       |         | 48° 32′ 44″ nord, 1° 10′ 20″ est |                |                                                                                           |             | Église Notre-Dame d'Ardelles                                                               |
| Église Saint-Pierre d'Ardelu                                                               | Ardelu                         |         | 48° 21′ 12″ nord, 1° 54′ 38″ est |                |                                                                                           |             | Église Saint-Pierre d'Ardelu                                                               |
| Église Saint-Pierre d'Argenvilliers                                                        | Argenvilliers                  |         | 48° 15′ 42″ nord, 0° 57′ 19″ est | « IA28000128 » |                                                                                           |             | Église Saint-Pierre d'Argenvilliers                                                        |
| Église Saint-Éloi d'Aunay-sous-Auneau                                                      | Aunay-sous-Auneau              |         | 48° 26′ 26″ nord, 1° 48′ 44″ est | « PA00096960 » | Classé MH                                                                                 | 1909        | Église Saint-Éloi d'Aunay-sous-Auneau                                                      |
| Église Saint-Martin d'Aunay-sous-Crécy                                                     | Aunay-sous-Crécy               |         | 48° 40′ 14″ nord, 1° 18′ 24″ est |                |                                                                                           |             | Église Saint-Martin d'Aunay-sous-Crécy                                                     |
| Église Saint-Martin de Bleury                                                              | Auneau-Bleury-Saint-Symphorien |         | 48° 31′ 14″ nord, 1° 44′ 51″ est | « PA00097251 » | Classé MH Pierre tombale gravée de Léonor de Lars, dame de Saint-Sec, + 1517              | 1904        | Église Saint-Martin de Bleury                                                              |
| Église Saint-Rémy d'Auneau                                                                 | Auneau-Bleury-Saint-Symphorien |         | 48° 28′ 00″ nord, 1° 46′ 04″ est | « PA00096961 » | Inscrit MH                                                                                | 1967        | Église Saint-Rémy d'Auneau                                                                 |
| Église Saint-Étienne d'Auneau-Bleury-Saint-Symphorien                                      | Auneau-Bleury-Saint-Symphorien |         | 48° 27′ 43″ nord, 1° 46′ 30″ est |                |                                                                                           |             | Église Saint-Étienne d'Auneau-Bleury-Saint-Symphorien                                      |
| Église Saint-Symphorien de Saint-Symphorien-le-Château                                     | Auneau-Bleury-Saint-Symphorien |         | 48° 30′ 59″ nord, 1° 45′ 33″ est |                |                                                                                           |             | Image manquante Téléverser                                                                 |
| Église Saint-Thomas de Soizé                                                               | Authon-du-Perche               |         | 48° 10′ 06″ nord, 0° 53′ 03″ est | « PA28000037 » | Inscrit MH                                                                                | 2012        | Église Saint-Thomas de Soizé                                                               |
| Église Saint-André d'Authon-du-Perche                                                      | Authon-du-Perche               |         | 48° 11′ 45″ nord, 0° 53′ 35″ est |                |                                                                                           |             | Image manquante Téléverser                                                                 |
| Église Sainte-Croix de Baigneaux                                                           | Baigneaux                      |         | 48° 07′ 44″ nord, 1° 48′ 53″ est |                |                                                                                           |             | Église Sainte-Croix de Baigneaux                                                           |
| Église Saint-Pierre-et-Saint-Paul d'Armenonville                                           | Bailleau-Armenonville          |         | 48° 32′ 34″ nord, 1° 38′ 46″ est | « PA00096964 » | Classé MH                                                                                 | 1942        | Image manquante Téléverser                                                                 |
| Église Saint-Martin de Bailleau                                                            | Bailleau-Armenonville          |         | 48° 31′ 54″ nord, 1° 39′ 13″ est |                |                                                                                           |             | Église Saint-Martin de Bailleau                                                            |
| Église Saint-Étienne de Bailleau-l'Évêque                                                  | Bailleau-l'Évêque              |         | 48° 29′ 20″ nord, 1° 23′ 40″ est |                |                                                                                           |             | Église Saint-Étienne de Bailleau-l'Évêque                                                  |
| Église Saint-Chéron de Bailleau-le-Pin                                                     | Bailleau-le-Pin                |         | 48° 21′ 56″ nord, 1° 19′ 50″ est |                |                                                                                           |             | Église Saint-Chéron de Bailleau-le-Pin                                                     |
| Église Saint-Jacques de Barjouville                                                        | Barjouville                    |         | 48° 24′ 34″ nord, 1° 28′ 33″ est |                |                                                                                           |             | Église Saint-Jacques de Barjouville                                                        |
| Église Saint-Fiacre de Baudreville                                                         | Baudreville                    |         | 48° 19′ 55″ nord, 1° 54′ 21″ est |                |                                                                                           |             | Église Saint-Fiacre de Baudreville                                                         |
| Église Saint-Martin de Bazoches-en-Dunois                                                  | Bazoches-en-Dunois             |         | 48° 06′ 07″ nord, 1° 33′ 56″ est |                |                                                                                           |             | Image manquante Téléverser                                                                 |
| Église Saint-Martin de Bazoches-les-Hautes                                                 | Bazoches-les-Hautes            |         | 48° 09′ 07″ nord, 1° 48′ 01″ est |                |                                                                                           |             | Église Saint-Martin de Bazoches-les-Hautes                                                 |
| Église Saint-Martin de Beauche                                                             | Beauche                        |         | 48° 41′ 06″ nord, 0° 57′ 58″ est |                |                                                                                           |             | Église Saint-Martin de Beauche                                                             |
| Église Notre-Dame de Beaumont-les-Autels                                                   | Beaumont-les-Autels            |         | 48° 15′ 17″ nord, 0° 57′ 27″ est |                |                                                                                           |             | Église Notre-Dame de Beaumont-les-Autels                                                   |
| Église Saint-Martin de Beauvilliers                                                        | Beauvilliers                   |         | 48° 17′ 51″ nord, 1° 39′ 24″ est | « PA00096968 » | Classé MH Piédroit et tympan de la petite porte Sud                                       | 1928        | Église Saint-Martin de Beauvilliers                                                        |
| Église Saint-Jean de Belhomert-Guéhouville                                                 | Belhomert-Guéhouville          |         | 48° 30′ 11″ nord, 1° 03′ 28″ est |                |                                                                                           |             | Église Saint-Jean de Belhomert-Guéhouville                                                 |
| Église Saint-Pierre-et-Saint-Remi de Berchères-la-Maingot                                  | Berchères-Saint-Germain        |         | 48° 32′ 16″ nord, 1° 28′ 43″ est |                |                                                                                           |             | Église Saint-Pierre-et-Saint-Remi de Berchères-la-Maingot                                  |
| Église Notre-Dame de Berchères-les-Pierres                                                 | Berchères-les-Pierres          |         | 48° 23′ 09″ nord, 1° 33′ 18″ est |                |                                                                                           |             | Église Notre-Dame de Berchères-les-Pierres                                                 |
| Église Saint-Rémi de Berchères-sur-Vesgre                                                  | Berchères-sur-Vesgre           |         | 48° 50′ 29″ nord, 1° 32′ 29″ est |                |                                                                                           |             | Église Saint-Rémi de Berchères-sur-Vesgre                                                  |
| Église Saint-Martin de Billancelles                                                        | Billancelles                   |         | 48° 29′ 14″ nord, 1° 12′ 58″ est |                |                                                                                           |             | Église Saint-Martin de Billancelles                                                        |
| Église Saint-Aignan de Blandainville                                                       | Blandainville                  |         | 48° 18′ 27″ nord, 1° 17′ 28″ est |                |                                                                                           |             | Église Saint-Aignan de Blandainville                                                       |
| Église Notre-Dame de Boissy-en-Drouais                                                     | Boissy-en-Drouais              |         | 48° 43′ 43″ nord, 1° 15′ 44″ est | « PA00096974 » | Inscrit MH                                                                                | 1927        | Église Notre-Dame de Boissy-en-Drouais                                                     |
| Église Notre-Dame-de-Bonne-Espérance de l'ancien couvent de Trappistines de la Cour Pétral | Boissy-lès-Perche              |         | 48° 40′ 01″ nord, 0° 55′ 10″ est |                |                                                                                           |             | Église Notre-Dame-de-Bonne-Espérance de l'ancien couvent de Trappistines de la Cour Pétral |
| Église Saint-Pierre de Boissy-lès-Perche                                                   | Boissy-lès-Perche              |         | 48° 41′ 09″ nord, 0° 53′ 22″ est |                |                                                                                           |             | Église Saint-Pierre de Boissy-lès-Perche                                                   |
| Église Saint-Laurent de Boisville-la-Saint-Père                                            | Boisville-la-Saint-Père        |         | 48° 19′ 35″ nord, 1° 41′ 32″ est |                |                                                                                           |             | Église Saint-Laurent de Boisville-la-Saint-Père                                            |
| Église Saint-Martin de Boncourt                                                            | Boncourt                       |         | 48° 50′ 49″ nord, 1° 27′ 44″ est |                |                                                                                           |             | Église Saint-Martin de Boncourt                                                            |
| Église Saint-Sulpice de Boncé                                                              | Boncé                          |         | 48° 18′ 32″ nord, 1° 30′ 20″ est |                |                                                                                           |             | Église Saint-Sulpice de Boncé                                                              |
| Église Notre-Dame de Bonneval                                                              | Bonneval                       |         | 48° 10′ 53″ nord, 1° 23′ 12″ est | « PA00096977 » | Classé MH                                                                                 | 1954        | Église Notre-Dame de Bonneval                                                              |
| Église Saint-Martin de Bouglainval                                                         | Bouglainval                    |         | 48° 33′ 54″ nord, 1° 30′ 25″ est |                |                                                                                           |             | Église Saint-Martin de Bouglainval                                                         |
| Église Saint-Pierre-et-Saint-Paul de Boutigny                                              | Boutigny-Prouais               |         | 48° 44′ 43″ nord, 1° 35′ 14″ est |                |                                                                                           |             | Image manquante Téléverser                                                                 |
| Église Saint-Remi de Prouais                                                               | Boutigny-Prouais               |         | 48° 42′ 47″ nord, 1° 32′ 20″ est |                |                                                                                           |             | Église Saint-Remi de Prouais                                                               |
| Église Saint-Chéron de Bouville                                                            | Bouville                       |         | 48° 15′ 36″ nord, 1° 22′ 34″ est |                |                                                                                           |             | Église Saint-Chéron de Bouville                                                            |
| Église Saint-Nicolas de Brezolles                                                          | Brezolles                      |         | 48° 41′ 31″ nord, 1° 04′ 17″ est | « PA00096983 » | Classé MH Clocher ; première travée de la nef                                             | 1913        | Église Saint-Nicolas de Brezolles                                                          |
| Église Saint-Lubin de Brou                                                                 | Brou                           |         | 48° 12′ 34″ nord, 1° 09′ 55″ est |                |                                                                                           |             | Église Saint-Lubin de Brou                                                                 |
| Église Saint-Martin de Broué                                                               | Broué                          |         | 48° 44′ 54″ nord, 1° 31′ 22″ est |                |                                                                                           |             | Église Saint-Martin de Broué                                                               |
| Église Saint-Lô de Bréchamps                                                               | Bréchamps                      |         | 48° 40′ 18″ nord, 1° 31′ 15″ est |                |                                                                                           |             | Église Saint-Lô de Bréchamps                                                               |
| Église Saint-Georges de Bullainville                                                       | Bullainville                   |         | 48° 10′ 17″ nord, 1° 30′ 36″ est |                |                                                                                           |             | Église Saint-Georges de Bullainville                                                       |
| Église Saint-Sulpice de Bérou-la-Mulotière                                                 | Bérou-la-Mulotière             |         | 48° 44′ 46″ nord, 1° 02′ 54″ est | « PA28000026 » | Classé MH                                                                                 | 2013        | Église Saint-Sulpice de Bérou-la-Mulotière                                                 |
| Église Saint-Martin de Béthonvilliers                                                      | Béthonvilliers                 |         | 48° 13′ 16″ nord, 0° 54′ 33″ est |                |                                                                                           |             | Église Saint-Martin de Béthonvilliers                                                      |
| Église Saint-Martin de Béville-le-Comte                                                    | Béville-le-Comte               |         | 48° 26′ 14″ nord, 1° 42′ 48″ est |                |                                                                                           |             | Église Saint-Martin de Béville-le-Comte                                                    |
| Église Notre-Dame de Bû                                                                    | Bû                             |         | 48° 47′ 42″ nord, 1° 29′ 53″ est | « PA00096986 » | Classé MH                                                                                 | 1963        | Église Notre-Dame de Bû                                                                    |
| Église Saint-Crépin de Cernay                                                              | Cernay                         |         | 48° 23′ 02″ nord, 1° 14′ 13″ est |                |                                                                                           |             | Église Saint-Crépin de Cernay                                                              |
| Église Saint-Gilles de Challet                                                             | Challet                        |         | 48° 33′ 14″ nord, 1° 26′ 04″ est |                |                                                                                           |             | Église Saint-Gilles de Challet                                                             |
| Église Saint-Denis de Champhol                                                             | Champhol                       |         | 48° 28′ 02″ nord, 1° 30′ 22″ est |                |                                                                                           |             | Église Saint-Denis de Champhol                                                             |
| Église Saint-Sauveur de Champrond-en-Gâtine                                                | Champrond-en-Gâtine            |         | 48° 24′ 10″ nord, 1° 04′ 37″ est |                |                                                                                           |             | Église Saint-Sauveur de Champrond-en-Gâtine                                                |
| Église Saint-Aubin du Petit Champrond                                                      | Champrond-en-Perchet           |         | 48° 18′ 56″ nord, 0° 52′ 41″ est | « IA28000148 » |                                                                                           |             | Image manquante Téléverser                                                                 |
| Église Saint-Martin de Champseru                                                           | Champseru                      |         | 48° 29′ 31″ nord, 1° 39′ 25″ est |                |                                                                                           |             | Église Saint-Martin de Champseru                                                           |
| Église Notre-Dame de Chapelle-Guillaume                                                    | Chapelle-Guillaume             |         | 48° 06′ 46″ nord, 0° 54′ 19″ est |                |                                                                                           |             | Église Notre-Dame de Chapelle-Guillaume                                                    |
| Église Notre-Dame de Chapelle-Royale                                                       | Chapelle-Royale                |         | 48° 08′ 39″ nord, 1° 02′ 56″ est |                |                                                                                           |             | Église Notre-Dame de Chapelle-Royale                                                       |
| Église Saint-Jean-Baptiste de Charbonnières                                                | Charbonnières                  |         | 48° 11′ 31″ nord, 0° 56′ 03″ est |                |                                                                                           |             | Image manquante Téléverser                                                                 |
| Église Saint-Gilles de Charonville                                                         | Charonville                    |         | 48° 16′ 49″ nord, 1° 18′ 16″ est |                |                                                                                           |             | Église Saint-Gilles de Charonville                                                         |
| Église Saint-Hilaire de Charpont                                                           | Charpont                       |         | 48° 41′ 55″ nord, 1° 26′ 08″ est |                |                                                                                           |             | Église Saint-Hilaire de Charpont                                                           |
| Église Saint-Jean-Baptiste de Chartainvilliers                                             | Chartainvilliers               |         | 48° 32′ 37″ nord, 1° 33′ 06″ est |                |                                                                                           |             | Église Saint-Jean-Baptiste de Chartainvilliers                                             |
| Cathédrale Notre-Dame de Chartres                                                          | Chartres                       |         | 48° 26′ 52″ nord, 1° 29′ 16″ est | « PA00096993 » | Classé MH                                                                                 | 1862        | Cathédrale Notre-Dame de Chartres                                                          |
| Collégiale Saint-André de Chartres                                                         | Chartres                       |         | 48° 27′ 01″ nord, 1° 29′ 24″ est | « PA00096997 » | Classé MH                                                                                 | 1840        | Collégiale Saint-André de Chartres                                                         |
| Église Saint-Aignan de Chartres                                                            | Chartres                       |         | 48° 26′ 41″ nord, 1° 29′ 26″ est | « PA00096996 » | Classé MH                                                                                 | 1840        | Église Saint-Aignan de Chartres                                                            |
| Église Saint-Pierre de Chartres                                                            | Chartres                       |         | 48° 26′ 38″ nord, 1° 29′ 34″ est | « PA00096999 » | Classé MH                                                                                 | 1840        | Église Saint-Pierre de Chartres                                                            |
| Église Sainte-Foy de Chartres                                                              | Chartres                       |         | 48° 26′ 45″ nord, 1° 29′ 05″ est | « PA00096998 » | Classé MH Vestiges de l'ancien portail                                                    | 1937        | Église Sainte-Foy de Chartres                                                              |
| Église Saint-Martin-au-Val de Chartres                                                     | Chartres                       |         | 48° 26′ 15″ nord, 1° 29′ 39″ est | « PA00097001 » | Classé MH                                                                                 | 1886        | Église Saint-Martin-au-Val de Chartres                                                     |
| Église Saint-Jean-Baptiste de Chartres                                                     | Chartres                       |         | 48° 27′ 21″ nord, 1° 28′ 46″ est | « PA28000010 » | Inscrit MH                                                                                | 2002        | Église Saint-Jean-Baptiste de Chartres                                                     |
| Église de la Madeleine de Chartres                                                         | Chartres                       |         | 48° 26′ 45″ nord, 1° 31′ 03″ est |                |                                                                                           |             | Image manquante Téléverser                                                                 |
| Église Saint-Paul de Beaulieu                                                              | Chartres                       |         | 48° 26′ 13″ nord, 1° 30′ 24″ est |                |                                                                                           |             | Image manquante Téléverser                                                                 |
| Église Saint-Lubin de Chassant                                                             | Chassant                       |         | 48° 17′ 43″ nord, 1° 03′ 47″ est |                |                                                                                           |             | Église Saint-Lubin de Chassant                                                             |
| Église Saint-Médard de Chaudon                                                             | Chaudon                        |         | 48° 39′ 52″ nord, 1° 29′ 56″ est |                |                                                                                           |             | Église Saint-Médard de Chaudon                                                             |
| Église Saint-Sylvain ou Saint-Pierre-et-Saint-Paul de Chauffours                           | Chauffours                     |         | 48° 23′ 41″ nord, 1° 20′ 49″ est |                |                                                                                           |             | Église Saint-Sylvain ou Saint-Pierre-et-Saint-Paul de Chauffours                           |
| Église Saint-Pierre de Cherisy                                                             | Cherisy                        |         | 48° 44′ 50″ nord, 1° 25′ 10″ est |                |                                                                                           |             | Église Saint-Pierre de Cherisy                                                             |
| Église Saint-Marin de Chuisnes                                                             | Chuisnes                       |         | 48° 26′ 47″ nord, 1° 12′ 31″ est |                |                                                                                           |             | Église Saint-Marin de Chuisnes                                                             |
| Église Saint-Martin de Châtaincourt                                                        | Châtaincourt                   |         | 48° 41′ 40″ nord, 1° 13′ 36″ est |                |                                                                                           |             | Église Saint-Martin de Châtaincourt                                                        |
| Église Saint-Jean-de-la-Chaîne de Châteaudun                                               | Châteaudun                     |         | 48° 04′ 37″ nord, 1° 19′ 14″ est | « PA00097025 » | Classé MH                                                                                 | 1907        | Église Saint-Jean-de-la-Chaîne de Châteaudun                                               |
| Église Saint-Valérien de Châteaudun                                                        | Châteaudun                     |         | 48° 04′ 09″ nord, 1° 19′ 52″ est | « PA00097028 » | Classé MH                                                                                 | 1907        | Église Saint-Valérien de Châteaudun                                                        |
| Église de la Madeleine de Châteaudun                                                       | Châteaudun                     |         | 48° 04′ 08″ nord, 1° 19′ 30″ est | « PA00097024 » | Classé MH                                                                                 | 1922        | Église de la Madeleine de Châteaudun                                                       |
| Église Saint-Lubin de Châteaudun                                                           | Châteaudun                     |         | 48° 04′ 12″ nord, 1° 19′ 26″ est | « PA00097026 » | Inscrit MH                                                                                | 1929        | Église Saint-Lubin de Châteaudun                                                           |
| Restes de l'église Saint-Médard de Châteaudun                                              | Châteaudun                     |         | 48° 04′ 15″ nord, 1° 19′ 22″ est | « PA00097027 » | Inscrit MH                                                                                | 1929        | Image manquante Téléverser                                                                 |
| Église du Sacré-Cœur de Châteaudun                                                         | Châteaudun                     |         | 48° 04′ 21″ nord, 1° 20′ 50″ est |                |                                                                                           |             | Image manquante Téléverser                                                                 |
| Église Notre-Dame-du-Pasme de Châteauneuf-en-Thymerais                                     | Châteauneuf-en-Thymerais       |         | 48° 34′ 52″ nord, 1° 14′ 25″ est |                |                                                                                           |             | Église Notre-Dame-du-Pasme de Châteauneuf-en-Thymerais                                     |
| Église Saint-Sulpice de Châtenay                                                           | Châtenay                       |         | 48° 21′ 30″ nord, 1° 53′ 01″ est |                |                                                                                           |             | Église Saint-Sulpice de Châtenay                                                           |
| Église Saint-Avit d'Autheuil                                                               | Cloyes-les-Trois-Rivières      |         | 48° 00′ 26″ nord, 1° 17′ 28″ est | « PA00096963 » | Inscrit MH Portail                                                                        | 1989        | Église Saint-Avit d'Autheuil                                                               |
| Église Saint-Georges de Cloyes-sur-le-Loir                                                 | Cloyes-les-Trois-Rivières      |         | 47° 59′ 52″ nord, 1° 14′ 10″ est | « PA00097080 » | Inscrit MH Clocher                                                                        | 1927        | Église Saint-Georges de Cloyes-sur-le-Loir                                                 |
| Église Saint-Martin de La Ferté-Villeneuil                                                 | Cloyes-les-Trois-Rivières      |         | 47° 58′ 51″ nord, 1° 20′ 39″ est | « PA00097109 » | Classé MH                                                                                 | 1992        | Église Saint-Martin de La Ferté-Villeneuil                                                 |
| Église de la Sainte-Trinité, autrefois Saint-Sauveur de Douy                               | Cloyes-les-Trois-Rivières      |         | 48° 02′ 12″ nord, 1° 16′ 14″ est |                |                                                                                           |             | Église de la Sainte-Trinité, autrefois Saint-Sauveur de Douy                               |
| Église Sainte-Madeleine du Mée                                                             | Cloyes-les-Trois-Rivières      |         | 47° 59′ 08″ nord, 1° 24′ 58″ est |                |                                                                                           |             | Image manquante Téléverser                                                                 |
| Église Saint-Hilaire de Saint-Hilaire-sur-Yerre                                            | Cloyes-les-Trois-Rivières      |         | 48° 01′ 37″ nord, 1° 15′ 18″ est |                |                                                                                           |             | Image manquante Téléverser                                                                 |
| Église Saint-Marcel de Charray                                                             | Cloyes-les-Trois-Rivières      |         | 47° 58′ 22″ nord, 1° 19′ 38″ est |                |                                                                                           |             | Église Saint-Marcel de Charray                                                             |
| Église Saint-Pierre de Romilly-sur-Aigre                                                   | Cloyes-les-Trois-Rivières      |         | 47° 58′ 49″ nord, 1° 16′ 56″ est |                |                                                                                           |             | Église Saint-Pierre de Romilly-sur-Aigre                                                   |
| Église Saint-Sauveur-Saint-Gilles de Montigny-le-Gannelon                                  | Cloyes-les-Trois-Rivières      |         | 48° 00′ 52″ nord, 1° 14′ 00″ est |                |                                                                                           |             | Image manquante Téléverser                                                                 |
| Église Saint-Martin de Clévilliers                                                         | Clévilliers                    |         | 48° 32′ 38″ nord, 1° 23′ 11″ est |                |                                                                                           |             | Église Saint-Martin de Clévilliers                                                         |
| Église Saint-Lubin de Coltainville                                                         | Coltainville                   |         | 48° 29′ 07″ nord, 1° 35′ 04″ est |                |                                                                                           |             | Église Saint-Lubin de Coltainville                                                         |
| Église Notre-Dame de Combres                                                               | Combres                        |         | 48° 19′ 30″ nord, 1° 03′ 53″ est |                |                                                                                           |             | Église Notre-Dame de Combres                                                               |
| Église Notre-Dame de Conie-Molitard                                                        | Conie-Molitard                 |         | 48° 06′ 57″ nord, 1° 26′ 31″ est |                |                                                                                           |             | Église Notre-Dame de Conie-Molitard                                                        |
| Église Saint-Laurent de Corancez                                                           | Corancez                       |         | 48° 22′ 01″ nord, 1° 31′ 01″ est |                |                                                                                           |             | Église Saint-Laurent de Corancez                                                           |
| Église Saint-Pierre de Cormainville                                                        | Cormainville                   |         | 48° 08′ 16″ nord, 1° 36′ 22″ est | « PA00097082 » | Inscrit MH                                                                                | 1927        | Église Saint-Pierre de Cormainville                                                        |
| Église Saint-Pierre de Coudray-au-Perche                                                   | Coudray-au-Perche              |         | 48° 13′ 55″ nord, 0° 51′ 19″ est |                |                                                                                           |             | Image manquante Téléverser                                                                 |
| Église Saint-Chéron de Coulombs                                                            | Coulombs                       |         | 48° 39′ 06″ nord, 1° 32′ 35″ est |                |                                                                                           |             | Image manquante Téléverser                                                                 |
| Église Saint-Sulpice de Courbehaye                                                         | Courbehaye                     |         | 48° 09′ 30″ nord, 1° 36′ 30″ est |                |                                                                                           |             | Église Saint-Sulpice de Courbehaye                                                         |
| Église Saint-Pierre de Courville-sur-Eure                                                  | Courville-sur-Eure             |         | 48° 26′ 54″ nord, 1° 14′ 50″ est | « PA00097088 » | Classé MH                                                                                 | 1907        | Église Saint-Pierre de Courville-sur-Eure                                                  |
| Église Saint-Pierre de Croisilles                                                          | Croisilles                     |         | 48° 41′ 31″ nord, 1° 30′ 02″ est |                |                                                                                           |             | Église Saint-Pierre de Croisilles                                                          |
| Église Saint-Aignan de Crucey                                                              | Crucey-Villages                |         | 48° 39′ 58″ nord, 1° 04′ 38″ est |                |                                                                                           |             | Église Saint-Aignan de Crucey                                                              |
| Église Saint-Laurent de Mainterne                                                          | Crucey-Villages                |         | 48° 40′ 27″ nord, 1° 09′ 16″ est |                |                                                                                           |             | Église Saint-Laurent de Mainterne                                                          |
| Église Saint-Sulpice de Vitray-sous-Brezolles                                              | Crucey-Villages                |         | 48° 41′ 25″ nord, 1° 07′ 29″ est |                |                                                                                           |             | Église Saint-Sulpice de Vitray-sous-Brezolles                                              |
| Église Saint-Éloi-Saint-Jean-Baptiste de Crécy-Couvé                                       | Crécy-Couvé                    |         | 48° 40′ 12″ nord, 1° 16′ 56″ est | « PA00097254 » | Inscrit MH                                                                                | 1992        | Église Saint-Éloi-Saint-Jean-Baptiste de Crécy-Couvé                                       |
| Église Saint-Sulpice de Dambron                                                            | Dambron                        |         | 48° 06′ 50″ nord, 1° 52′ 16″ est |                |                                                                                           |             | Église Saint-Sulpice de Dambron                                                            |
| Église Notre-Dame de Dammarie                                                              | Dammarie                       |         | 48° 20′ 36″ nord, 1° 29′ 37″ est |                |                                                                                           |             | Église Notre-Dame de Dammarie                                                              |
| Église Saint-Pierre de Dampierre-sous-Brou                                                 | Dampierre-sous-Brou            |         | 48° 12′ 41″ nord, 1° 06′ 41″ est |                |                                                                                           |             | Église Saint-Pierre de Dampierre-sous-Brou                                                 |
| Église Saint-Pierre de Dampierre-sur-Avre                                                  | Dampierre-sur-Avre             |         | 48° 45′ 49″ nord, 1° 08′ 56″ est | « PA00097092 » | Inscrit MH                                                                                | 1926        | Église Saint-Pierre de Dampierre-sur-Avre                                                  |
| Église Saint-André de Dancy                                                                | Dancy                          |         | 48° 09′ 04″ nord, 1° 27′ 45″ est |                |                                                                                           |             | Église Saint-André de Dancy                                                                |
| Église Saint-Georges-et-Saint-Pierre de Dangeau                                            | Dangeau                        |         | 48° 12′ 30″ nord, 1° 17′ 09″ est | « PA00097094 » | Classé MH                                                                                 | 1959        | Église Saint-Georges-et-Saint-Pierre de Dangeau                                            |
| Église Notre-Dame de Mézières-au-Perche                                                    | Dangeau                        |         | 48° 14′ 58″ nord, 1° 16′ 29″ est |                |                                                                                           |             | Église Notre-Dame de Mézières-au-Perche                                                    |
| Église Saint-Pierre de Bullou                                                              | Dangeau                        |         | 48° 14′ 24″ nord, 1° 15′ 00″ est |                |                                                                                           |             | Église Saint-Pierre de Bullou                                                              |
| Église Saint-Rémi de Dangers                                                               | Dangers                        |         | 48° 30′ 20″ nord, 1° 20′ 40″ est |                |                                                                                           |             | Église Saint-Rémi de Dangers                                                               |
| Église Saint-Léger de Denonville                                                           | Denonville                     |         | 48° 23′ 32″ nord, 1° 48′ 39″ est |                |                                                                                           |             | Église Saint-Léger de Denonville                                                           |
| Église Saint-Germain de Digny                                                              | Digny                          |         | 48° 32′ 10″ nord, 1° 09′ 16″ est |                |                                                                                           |             | Église Saint-Germain de Digny                                                              |
| Église Saint-Mamès de Donnemain-Saint-Mamès                                                | Donnemain-Saint-Mamès          |         | 48° 06′ 23″ nord, 1° 22′ 07″ est |                |                                                                                           |             | Église Saint-Mamès de Donnemain-Saint-Mamès                                                |
| Église Saint-Pierre de Dreux                                                               | Dreux                          |         | 48° 44′ 10″ nord, 1° 22′ 07″ est | « PA00097098 » | Classé MH                                                                                 | 1840        | Église Saint-Pierre de Dreux                                                               |
| Église Sainte-Ève de Dreux                                                                 | Dreux                          |         | 48° 44′ 23″ nord, 1° 21′ 11″ est |                |                                                                                           |             | Image manquante Téléverser                                                                 |
| Église Sainte-Thérèse de Dreux                                                             | Dreux                          |         | 48° 44′ 28″ nord, 1° 22′ 16″ est |                |                                                                                           |             | Image manquante Téléverser                                                                 |
| Église Notre-Dame-des-Rochelles de Dreux                                                   | Dreux                          |         | 48° 43′ 33″ nord, 1° 22′ 21″ est |                |                                                                                           |             | Image manquante Téléverser                                                                 |
| Église Saint-Michel de Dreux                                                               | Dreux                          |         | 48° 44′ 02″ nord, 1° 23′ 06″ est |                |                                                                                           |             | Image manquante Téléverser                                                                 |
| Collégiale Saint-Étienne de Dreux                                                          | Dreux                          |         | 48° 44′ 18″ nord, 1° 21′ 48″ est |                |                                                                                           |             | Image manquante Téléverser                                                                 |
| Église Saint-Pierre de Droue-sur-Drouette                                                  | Droue-sur-Drouette             |         | 48° 36′ 04″ nord, 1° 42′ 11″ est |                |                                                                                           |             | Église Saint-Pierre de Droue-sur-Drouette                                                  |
| Église Saint-Martin d'Ermenonville-la-Grande                                               | Ermenonville-la-Grande         |         | 48° 20′ 12″ nord, 1° 23′ 10″ est |                |                                                                                           |             | Église Saint-Martin d'Ermenonville-la-Grande                                               |
| Église Saint-Barthélemy d'Ermenonville-la-Petite                                           | Ermenonville-la-Petite         |         | 48° 17′ 46″ nord, 1° 21′ 09″ est |                |                                                                                           |             | Église Saint-Barthélemy d'Ermenonville-la-Petite                                           |
| Église Saint-Germain d'Escorpain                                                           | Escorpain                      |         | 48° 43′ 04″ nord, 1° 12′ 24″ est |                |                                                                                           |             | Église Saint-Germain d'Escorpain                                                           |
| Église Saint-Remi de Faverolles                                                            | Faverolles                     |         | 48° 41′ 11″ nord, 1° 34′ 52″ est |                |                                                                                           |             | Église Saint-Remi de Faverolles                                                            |
| Église Saint-Pierre de Favières                                                            | Favières                       |         | 48° 31′ 50″ nord, 1° 13′ 37″ est |                |                                                                                           |             | Église Saint-Pierre de Favières                                                            |
| Église Saint-Sulpice de Fessanvilliers-Mattanvilliers                                      | Fessanvilliers-Mattanvilliers  |         | 48° 42′ 43″ nord, 1° 02′ 53″ est |                |                                                                                           |             | Église Saint-Sulpice de Fessanvilliers-Mattanvilliers                                      |
| Église Saint-Lubin de Flacey                                                               | Flacey                         |         | 48° 08′ 52″ nord, 1° 20′ 59″ est |                |                                                                                           |             | Église Saint-Lubin de Flacey                                                               |
| Église Notre-Dame de Fontaine-Simon                                                        | Fontaine-Simon                 |         | 48° 30′ 14″ nord, 1° 01′ 11″ est |                |                                                                                           |             | Église Notre-Dame de Fontaine-Simon                                                        |
| Église Saint-Martin de Fontaine-la-Guyon                                                   | Fontaine-la-Guyon              |         | 48° 28′ 23″ nord, 1° 18′ 48″ est |                |                                                                                           |             | Église Saint-Martin de Fontaine-la-Guyon                                                   |
| Église Saint-Aignan de Fontaine-les-Ribouts                                                | Fontaine-les-Ribouts           |         | 48° 39′ 16″ nord, 1° 15′ 16″ est | « PA00097110 » | Inscrit MH                                                                                | 1953        | Église Saint-Aignan de Fontaine-les-Ribouts                                                |
| Église Saint-Cyr de Fontenay-sur-Conie                                                     | Fontenay-sur-Conie             |         | 48° 09′ 53″ nord, 1° 40′ 06″ est |                |                                                                                           |             | Église Saint-Cyr de Fontenay-sur-Conie                                                     |
| Église Saint-Séverin de Fontenay-sur-Eure                                                  | Fontenay-sur-Eure              |         | 48° 23′ 42″ nord, 1° 24′ 44″ est | « PA00097111 » | Inscrit MH Chœur                                                                          | 1987        | Église Saint-Séverin de Fontenay-sur-Eure                                                  |
| Église Saint-Étienne de Francourville                                                      | Francourville                  |         | 48° 24′ 17″ nord, 1° 39′ 38″ est |                |                                                                                           |             | Église Saint-Étienne de Francourville                                                      |
| Église Notre-Dame de Frazé                                                                 | Frazé                          |         | 48° 15′ 46″ nord, 1° 05′ 52″ est | « PA00097113 » | Classé MH                                                                                 | 1987        | Église Notre-Dame de Frazé                                                                 |
| Église Saint-Jean-Baptiste de Fresnay-l'Évêque                                             | Fresnay-l'Évêque               |         | 48° 15′ 57″ nord, 1° 49′ 26″ est |                |                                                                                           |             | Église Saint-Jean-Baptiste de Fresnay-l'Évêque                                             |
| Église Saint-Martin de Fresnay-le-Comte                                                    | Fresnay-le-Comte               |         | 48° 18′ 09″ nord, 1° 28′ 43″ est |                |                                                                                           |             | Église Saint-Martin de Fresnay-le-Comte                                                    |
| Église Saint-Just-et-Sainte-Anne de Fresnay-le-Gilmert                                     | Fresnay-le-Gilmert             |         | 48° 30′ 46″ nord, 1° 25′ 13″ est |                |                                                                                           |             | Église Saint-Just-et-Sainte-Anne de Fresnay-le-Gilmert                                     |
| Église Saint-Maurice de Friaize                                                            | Friaize                        |         | 48° 25′ 56″ nord, 1° 08′ 09″ est |                |                                                                                           |             | Église Saint-Maurice de Friaize                                                            |
| Église Saint-Martin de Fruncé                                                              | Fruncé                         |         | 48° 24′ 23″ nord, 1° 13′ 29″ est |                |                                                                                           |             | Église Saint-Martin de Fruncé                                                              |
| Église Saint-Pierre-et-Saint-Paul de Gallardon                                             | Gallardon                      |         | 48° 31′ 31″ nord, 1° 41′ 17″ est | « PA00097117 » | Classé MH                                                                                 | 1862        | Église Saint-Pierre-et-Saint-Paul de Gallardon                                             |
| Église Saint-Éloi de Montlouet                                                             | Gallardon                      |         | 48° 31′ 09″ nord, 1° 42′ 33″ est |                |                                                                                           |             | Église Saint-Éloi de Montlouet                                                             |
| Église Saint-Étienne de Garancières-en-Beauce                                              | Garancières-en-Beauce          |         | 48° 26′ 05″ nord, 1° 55′ 12″ est | « PA00097120 » | Classé MH Clocher                                                                         | 1907        | Église Saint-Étienne de Garancières-en-Beauce                                              |
| Église Saint-Martin de Garancières-en-Drouais                                              | Garancières-en-Drouais         |         | 48° 42′ 10″ nord, 1° 17′ 05″ est |                |                                                                                           |             | Église Saint-Martin de Garancières-en-Drouais                                              |
| Église Saint-Martin de Garnay                                                              | Garnay                         |         | 48° 42′ 16″ nord, 1° 20′ 15″ est |                |                                                                                           |             | Église Saint-Martin de Garnay                                                              |
| Vestiges de l'église Notre-Dame de Gas                                                     | Gas                            |         | 48° 34′ 01″ nord, 1° 40′ 03″ est |                |                                                                                           |             | Image manquante Téléverser                                                                 |
| Église Saint-Grégoire de Gasville-Oisème                                                   | Gasville-Oisème                |         | 48° 28′ 46″ nord, 1° 33′ 48″ est |                |                                                                                           |             | Église Saint-Grégoire de Gasville-Oisème                                                   |
| Église Saint-Jean-Baptiste de Gellainville                                                 | Gellainville                   |         | 48° 24′ 31″ nord, 1° 31′ 40″ est |                |                                                                                           |             | Église Saint-Jean-Baptiste de Gellainville                                                 |
| Église Saint-Martin de Germainville                                                        | Germainville                   |         | 48° 44′ 30″ nord, 1° 28′ 51″ est |                |                                                                                           |             | Église Saint-Martin de Germainville                                                        |
| Église Saint-Aignan de Gilles                                                              | Gilles                         |         | 48° 54′ 40″ nord, 1° 30′ 52″ est |                |                                                                                           |             | Église Saint-Aignan de Gilles                                                              |
| Église Saint-Michel de Gohory                                                              | Gohory                         |         | 48° 10′ 01″ nord, 1° 13′ 46″ est |                |                                                                                           |             | Église Saint-Michel de Gohory                                                              |
| Église Saint-Germain de Grandville                                                         | Gommerville                    |         | 48° 21′ 42″ nord, 1° 58′ 11″ est |                |                                                                                           |             | Église Saint-Germain de Grandville                                                         |
| Église Saint-Martin de Gommerville                                                         | Gommerville                    |         | 48° 20′ 47″ nord, 1° 56′ 40″ est |                |                                                                                           |             | Église Saint-Martin de Gommerville                                                         |
| Église Saint-Médard d'Orlu                                                                 | Gommerville                    |         | 48° 22′ 10″ nord, 1° 55′ 07″ est |                |                                                                                           |             | Église Saint-Médard d'Orlu                                                                 |
| Église Saint-Mamert de Gouillons                                                           | Gouillons                      |         | 48° 20′ 36″ nord, 1° 50′ 25″ est |                |                                                                                           |             | Église Saint-Mamert de Gouillons                                                           |
| Église de la Sainte-Croix de Champagne                                                     | Goussainville                  |         | 48° 45′ 44″ nord, 1° 34′ 09″ est |                |                                                                                           |             | Église de la Sainte-Croix de Champagne                                                     |
| Église Saint-Aignan de Goussainville                                                       | Goussainville                  |         | 48° 46′ 33″ nord, 1° 33′ 16″ est |                |                                                                                           |             | Église Saint-Aignan de Goussainville                                                       |
| Église Saint-Pierre de Guainville                                                          | Guainville                     |         | 48° 54′ 56″ nord, 1° 29′ 31″ est | « PA28000050 » | Inscrit MH                                                                                | 2021        | Église Saint-Pierre de Guainville                                                          |
| Église Saint-Pierre de Guilleville                                                         | Guilleville                    |         | 48° 13′ 28″ nord, 1° 48′ 48″ est |                |                                                                                           |             | Église Saint-Pierre de Guilleville                                                         |
| Église Saint-Pierre de Guillonville                                                        | Guillonville                   |         | 48° 05′ 28″ nord, 1° 39′ 45″ est |                |                                                                                           |             | Église Saint-Pierre de Guillonville                                                        |
| Église Saint-Germain de Hanches                                                            | Hanches                        |         | 48° 35′ 52″ nord, 1° 38′ 49″ est | « PA00097121 » | Inscrit MH                                                                                | 1984        | Église Saint-Germain de Hanches                                                            |
| Église Saint-Pierre d'Happonvilliers                                                       | Happonvilliers                 |         | 48° 19′ 29″ nord, 1° 06′ 29″ est |                |                                                                                           |             | Église Saint-Pierre d'Happonvilliers                                                       |
| Église Saint-Blaise d'Havelu                                                               | Havelu                         |         | 48° 47′ 15″ nord, 1° 32′ 02″ est |                |                                                                                           |             | Église Saint-Blaise d'Havelu                                                               |
| Église Saint-Léger d'Houville-la-Branche                                                   | Houville-la-Branche            |         | 48° 26′ 37″ nord, 1° 38′ 29″ est |                |                                                                                           |             | Église Saint-Léger d'Houville-la-Branche                                                   |
| Église Saint-Léger d'Houx                                                                  | Houx                           |         | 48° 33′ 57″ nord, 1° 37′ 06″ est |                |                                                                                           |             | Image manquante Téléverser                                                                 |
| Église Saint-Jacques d'Illiers-Combray                                                     | Illiers-Combray                |         | 48° 17′ 58″ nord, 1° 14′ 41″ est | « PA00097124 » | Classé MH                                                                                 | 1907        | Église Saint-Jacques d'Illiers-Combray                                                     |
| Église Saint-Laurent d'Intréville                                                          | Intréville                     |         | 48° 17′ 48″ nord, 1° 56′ 09″ est |                |                                                                                           |             | Église Saint-Laurent d'Intréville                                                          |
| Église Sainte-Madeleine de Jallans                                                         | Jallans                        |         | 48° 04′ 30″ nord, 1° 22′ 21″ est |                |                                                                                           |             | Église Sainte-Madeleine de Jallans                                                         |
| Église Saint-Étienne-et-Sainte-Madeleine du Puiset                                         | Janville-en-Beauce             |         | 48° 12′ 35″ nord, 1° 51′ 57″ est | « PA00097188 » | Classé MH                                                                                 | 1961        | Église Saint-Étienne-et-Sainte-Madeleine du Puiset                                         |
| Église Saint-Étienne de Janville                                                           | Janville-en-Beauce             |         | 48° 12′ 04″ nord, 1° 53′ 07″ est | « PA00097127 » | Classé MH                                                                                 | 1934        | Église Saint-Étienne de Janville                                                           |
| Ancienne église de Mervilliers                                                             | Janville-en-Beauce             |         | 48° 12′ 14″ nord, 1° 49′ 29″ est | « PA00096953 » | Classé MH Tympan et piédroits de la porte                                                 | 1915        | Ancienne église de Mervilliers                                                             |
| Église Saint-Martin-et-Saint-Phalier d'Allaines                                            | Janville-en-Beauce             |         | 48° 12′ 22″ nord, 1° 49′ 42″ est |                |                                                                                           |             | Image manquante Téléverser                                                                 |
| Église Saint-Jean-Baptiste de Jaudrais                                                     | Jaudrais                       |         | 48° 34′ 34″ nord, 1° 07′ 48″ est |                |                                                                                           |             | Église Saint-Jean-Baptiste de Jaudrais                                                     |
| Église Saint-Cyr-et-Sainte-Julitte de Jouy                                                 | Jouy                           |         | 48° 30′ 43″ nord, 1° 33′ 05″ est | « PA00097128 » | Classé MH Porte d'entrée                                                                  | 1913        | Église Saint-Cyr-et-Sainte-Julitte de Jouy                                                 |
| Église Saint-Jean-Baptiste de La Bazoche-Gouet                                             | La Bazoche-Gouet               |         | 48° 08′ 17″ nord, 0° 58′ 49″ est | « PA00096967 » | Classé MH                                                                                 | 1907        | Église Saint-Jean-Baptiste de La Bazoche-Gouet                                             |
| Église Saint-Loup de Saint-Loup (Eure-et-Loir)                                             | La Bourdinière-Saint-Loup      |         | 48° 19′ 07″ nord, 1° 24′ 42″ est |                |                                                                                           |             | Église Saint-Loup de Saint-Loup (Eure-et-Loir)                                             |
| Église Saint-Martin de La Chapelle-Forainvilliers                                          | La Chapelle-Forainvilliers     |         | 48° 43′ 45″ nord, 1° 30′ 05″ est |                |                                                                                           |             | Église Saint-Martin de La Chapelle-Forainvilliers                                          |
| Église Saint-Pierre de La Chapelle-Fortin                                                  | La Chapelle-Fortin             |         | 48° 38′ 40″ nord, 0° 51′ 51″ est |                |                                                                                           |             | Église Saint-Pierre de La Chapelle-Fortin                                                  |
| Église Saint-Lubin de La Chapelle-d'Aunainville                                            | La Chapelle-d'Aunainville      |         | 48° 25′ 28″ nord, 1° 48′ 52″ est |                |                                                                                           |             | Église Saint-Lubin de La Chapelle-d'Aunainville                                            |
| Église Saint-Aubin de La Chapelle-du-Noyer                                                 | La Chapelle-du-Noyer           |         | 48° 01′ 54″ nord, 1° 18′ 31″ est |                |                                                                                           |             | Église Saint-Aubin de La Chapelle-du-Noyer                                                 |
| Église Saint-Blaise de La Chaussée-d'Ivry                                                  | La Chaussée-d'Ivry             |         | 48° 52′ 58″ nord, 1° 28′ 44″ est | « PA00097078 » | Inscrit MH Clocher et tourelle d'escalier                                                 | 1926        | Église Saint-Blaise de La Chaussée-d'Ivry                                                  |
| Église Saint-Martin de La Croix-du-Perche                                                  | La Croix-du-Perche             |         | 48° 16′ 28″ nord, 1° 02′ 57″ est | « PA00097091 » | Classé MH                                                                                 | 1934        | Église Saint-Martin de La Croix-du-Perche                                                  |
| Église Saint-Nicolas de La Ferté-Vidame                                                    | La Ferté-Vidame                |         | 48° 36′ 39″ nord, 0° 53′ 56″ est | « PA00097107 » | Classé MH                                                                                 | 1976        | Église Saint-Nicolas de La Ferté-Vidame                                                    |
| Église Sainte-Madeleine de La Framboisière                                                 | La Framboisière                |         | 48° 35′ 45″ nord, 1° 00′ 51″ est |                |                                                                                           |             | Église Sainte-Madeleine de La Framboisière                                                 |
| Église Notre-Dame de La Gaudaine                                                           | La Gaudaine                    |         | 48° 18′ 11″ nord, 0° 55′ 43″ est | « IA28000159 » |                                                                                           |             | Église Notre-Dame de La Gaudaine                                                           |
| Église Notre-Dame-des-Fleurs de La Loupe                                                   | La Loupe                       |         | 48° 28′ 14″ nord, 1° 00′ 50″ est |                |                                                                                           |             | Église Notre-Dame-des-Fleurs de La Loupe                                                   |
| Église Notre-Dame de La Mancelière                                                         | La Mancelière                  |         | 48° 38′ 39″ nord, 0° 58′ 47″ est |                |                                                                                           |             | Église Notre-Dame de La Mancelière                                                         |
| Église Saint-Jean-Baptiste de La Puisaye                                                   | La Puisaye                     |         | 48° 36′ 31″ nord, 0° 57′ 26″ est |                |                                                                                           |             | Église Saint-Jean-Baptiste de La Puisaye                                                   |
| Église Sainte-Anne de La Saucelle                                                          | La Saucelle                    |         | 48° 37′ 48″ nord, 1° 01′ 44″ est |                |                                                                                           |             | Église Sainte-Anne de La Saucelle                                                          |
| Église Saint-Martin de Lamblore                                                            | Lamblore                       |         | 48° 37′ 37″ nord, 0° 54′ 58″ est |                |                                                                                           |             | Église Saint-Martin de Lamblore                                                            |
| Église Saint-Médard-et-Saint-Marc de Landelles                                             | Landelles                      |         | 48° 28′ 02″ nord, 1° 11′ 53″ est |                |                                                                                           |             | Église Saint-Médard-et-Saint-Marc de Landelles                                             |
| Église Saint-Martin de Laons                                                               | Laons                          |         | 48° 42′ 18″ nord, 1° 10′ 34″ est |                |                                                                                           |             | Église Saint-Martin de Laons                                                               |
| Église Saint-Rémi du Boullay-Mivoye                                                        | Le Boullay-Mivoye              |         | 48° 38′ 52″ nord, 1° 24′ 19″ est |                |                                                                                           |             | Église Saint-Rémi du Boullay-Mivoye                                                        |
| Église Saint-Lubin du Boullay-Thierry                                                      | Le Boullay-Thierry             |         | 48° 38′ 13″ nord, 1° 25′ 57″ est | « PA28000029 » | Inscrit MH                                                                                | 2007        | Église Saint-Lubin du Boullay-Thierry                                                      |
| Église Saint-Aignan du Boullay-les-Deux-églises                                            | Le Boullay-les-Deux-Églises    |         | 48° 37′ 40″ nord, 1° 19′ 39″ est |                |                                                                                           |             | Église Saint-Aignan du Boullay-les-Deux-églises                                            |
| Église Saint-Julien du Coudray                                                             | Le Coudray                     |         | 48° 25′ 16″ nord, 1° 29′ 22″ est |                |                                                                                           |             | Église Saint-Julien du Coudray                                                             |
| Nouvelle église Saint-Julien du Coudray                                                    | Le Coudray                     |         | 48° 25′ 15″ nord, 1° 29′ 57″ est |                |                                                                                           |             | Image manquante Téléverser                                                                 |
| Église Saint-Pierre du Favril                                                              | Le Favril                      |         | 48° 28′ 09″ nord, 1° 09′ 26″ est |                |                                                                                           |             | Église Saint-Pierre du Favril                                                              |
| Église Saint-Étienne du Gault-Saint-Denis                                                  | Le Gault-Saint-Denis           |         | 48° 14′ 39″ nord, 1° 29′ 02″ est |                |                                                                                           |             | Église Saint-Étienne du Gault-Saint-Denis                                                  |
| Église Saint-Nicolas du Mesnil-Simon                                                       | Le Mesnil-Simon                |         | 48° 53′ 44″ nord, 1° 32′ 16″ est | « PA00097152 » | Inscrit MH                                                                                | 1971        | Église Saint-Nicolas du Mesnil-Simon                                                       |
| Église Saint-Barthélemy du Mesnil-Thomas                                                   | Le Mesnil-Thomas               |         | 48° 35′ 59″ nord, 1° 05′ 40″ est |                |                                                                                           |             | Église Saint-Barthélemy du Mesnil-Thomas                                                   |
| Église Saint-Eustache-et-Saint-Fiacre du Thieulin                                          | Le Thieulin                    |         | 48° 24′ 24″ nord, 1° 07′ 58″ est |                |                                                                                           |             | Église Saint-Eustache-et-Saint-Fiacre du Thieulin                                          |
| Église Notre-Dame de Villevillon                                                           | Les Autels-Villevillon         |         | 48° 10′ 27″ nord, 0° 59′ 47″ est | « PA28000021 » | Inscrit MH                                                                                | 2006        | Église Notre-Dame de Villevillon                                                           |
| Église Saint-Éloi des Autels-Villevillon                                                   | Les Autels-Villevillon         |         | 48° 10′ 27″ nord, 0° 59′ 47″ est |                |                                                                                           |             | Image manquante Téléverser                                                                 |
| Église Saint-Pierre des Châtelets                                                          | Les Châtelets                  |         | 48° 39′ 00″ nord, 1° 00′ 38″ est |                |                                                                                           |             | Église Saint-Pierre des Châtelets                                                          |
| Église Notre-Dame des Châtelliers-Notre-Dame                                               | Les Châtelliers-Notre-Dame     |         | 48° 20′ 52″ nord, 1° 12′ 13″ est |                |                                                                                           |             | Église Notre-Dame des Châtelliers-Notre-Dame                                               |
| Église Saint-Pierre des Corvées-les-Yys                                                    | Les Corvées-les-Yys            |         | 48° 21′ 46″ nord, 1° 08′ 16″ est | « PA28000032 » | Inscrit MH                                                                                | 2008        | Église Saint-Pierre des Corvées-les-Yys                                                    |
| Église Saint-Georges des Corvées-les-Yys                                                   | Les Corvées-les-Yys            |         | 48° 21′ 46″ nord, 1° 08′ 16″ est | « PA28000031 » | Inscrit MH                                                                                | 2008        | Église Saint-Georges des Corvées-les-Yys                                                   |
| Église Saint-Martin des Pinthières                                                         | Les Pinthières                 |         | 48° 42′ 06″ nord, 1° 34′ 02″ est |                |                                                                                           |             | Église Saint-Martin des Pinthières                                                         |
| Église Notre-Dame des Ressuintes                                                           | Les Ressuintes                 |         | 48° 35′ 44″ nord, 0° 56′ 20″ est |                |                                                                                           |             | Église Notre-Dame des Ressuintes                                                           |
| Église Saint-Lubin de Voves                                                                | Les Villages Vovéens           |         | 48° 16′ 19″ nord, 1° 37′ 38″ est |                |                                                                                           |             | Église Saint-Lubin de Voves                                                                |
| Église Saint-Hilaire de Montainville                                                       | Les Villages Vovéens           |         | 48° 16′ 13″ nord, 1° 32′ 41″ est |                |                                                                                           |             | Église Saint-Hilaire de Montainville                                                       |
| Église Saint-Laurent de Villeneuve-Saint-Nicolas                                           | Les Villages Vovéens           |         | 48° 17′ 17″ nord, 1° 33′ 55″ est |                |                                                                                           |             | Église Saint-Laurent de Villeneuve-Saint-Nicolas                                           |
| Église Saint-Pierre-et-Saint-Paul de Rouvray-Saint-Florentin                               | Les Villages Vovéens           |         | 48° 15′ 28″ nord, 1° 34′ 03″ est |                |                                                                                           |             | Église Saint-Pierre-et-Saint-Paul de Rouvray-Saint-Florentin                               |
| Église Notre-Dame des Étilleux                                                             | Les Étilleux                   |         | 48° 14′ 03″ nord, 0° 49′ 24″ est | « PA28000014 » | Inscrit MH                                                                                | 2003        | Église Notre-Dame des Étilleux                                                             |
| Église Saint-Gilles de Levainville                                                         | Levainville                    |         | 48° 29′ 27″ nord, 1° 44′ 17″ est |                |                                                                                           |             | Église Saint-Gilles de Levainville                                                         |
| Église Saint-Martin de Levesville-la-Chenard                                               | Levesville-la-Chenard          |         | 48° 18′ 05″ nord, 1° 49′ 34″ est |                |                                                                                           |             | Église Saint-Martin de Levesville-la-Chenard                                               |
| Église Saint-Martin de Logron                                                              | Logron                         |         | 48° 08′ 50″ nord, 1° 15′ 51″ est |                |                                                                                           |             | Église Saint-Martin de Logron                                                              |
| Église Saint-Lucain de Loigny-la-Bataille                                                  | Loigny-la-Bataille             |         | 48° 07′ 19″ nord, 1° 43′ 56″ est | « PA00097135 » | Classé MH Chœur et crypte-ossuaire ; Inscrit MH Eglise sauf parties classées              | 1983 ; 1983 | Église Saint-Lucain de Loigny-la-Bataille                                                  |
| Église Saint-Chéron de Louville-la-Chenard                                                 | Louville-la-Chenard            |         | 48° 19′ 29″ nord, 1° 47′ 18″ est |                |                                                                                           |             | Église Saint-Chéron de Louville-la-Chenard                                                 |
| Église Saint-Léger de Louvilliers-en-Drouais                                               | Louvilliers-en-Drouais         |         | 48° 43′ 57″ nord, 1° 17′ 06″ est | « PA28000048 » | Inscrit MH                                                                                | 2019        | Église Saint-Léger de Louvilliers-en-Drouais                                               |
| Église Notre-Dame de Louvilliers-lès-Perche                                                | Louvilliers-lès-Perche         |         | 48° 37′ 23″ nord, 1° 04′ 48″ est |                |                                                                                           |             | Église Notre-Dame de Louvilliers-lès-Perche                                                |
| Église Saint-François de Lucé                                                              | Lucé                           |         | 48° 26′ 05″ nord, 1° 26′ 55″ est |                |                                                                                           |             | Image manquante Téléverser                                                                 |
| Église Saint-Pantaléon de Lucé                                                             | Lucé                           |         | 48° 26′ 24″ nord, 1° 28′ 01″ est |                |                                                                                           |             | Église Saint-Pantaléon de Lucé                                                             |
| Église Saint-Jean-Baptiste de Luigny                                                       | Luigny                         |         | 48° 14′ 25″ nord, 1° 01′ 27″ est |                |                                                                                           |             | Église Saint-Jean-Baptiste de Luigny                                                       |
| Église Saint-Laumer de Luisant                                                             | Luisant                        |         | 48° 25′ 28″ nord, 1° 28′ 12″ est |                |                                                                                           |             | Église Saint-Laumer de Luisant                                                             |
| Église Saint-Pierre de Lumeau                                                              | Lumeau                         |         | 48° 06′ 59″ nord, 1° 47′ 14″ est |                |                                                                                           |             | Église Saint-Pierre de Lumeau                                                              |
| Église Saint-Georges de Luplanté                                                           | Luplanté                       |         | 48° 18′ 01″ nord, 1° 23′ 54″ est |                |                                                                                           |             | Église Saint-Georges de Luplanté                                                           |
| Église Saint-Rémi de Luray                                                                 | Luray                          |         | 48° 43′ 13″ nord, 1° 23′ 50″ est |                |                                                                                           |             | Église Saint-Rémi de Luray                                                                 |
| Église Saint-Lazare de Lèves                                                               | Lèves                          |         | 48° 28′ 11″ nord, 1° 28′ 55″ est | « PA28000012 » | Inscrit MH Les façades et les toitures                                                    | 2002        | Église Saint-Lazare de Lèves                                                               |
| Église Saint-Gervais-et-Saint-Protais de Léthuin                                           | Léthuin                        |         | 48° 22′ 04″ nord, 1° 52′ 08″ est |                |                                                                                           |             | Église Saint-Gervais-et-Saint-Protais de Léthuin                                           |
| Église Saint-Didier de Magny                                                               | Magny                          |         | 48° 21′ 02″ nord, 1° 15′ 42″ est |                |                                                                                           |             | Église Saint-Didier de Magny                                                               |
| Église Saint-François-d'Assise de Maillebois                                               | Maillebois                     |         | 48° 37′ 54″ nord, 1° 08′ 56″ est | « PA00097142 » | Inscrit MH                                                                                | 1971        | Église Saint-François-d'Assise de Maillebois                                               |
| Église Saint-Pierre de Blévy                                                               | Maillebois                     |         | 48° 38′ 20″ nord, 1° 10′ 56″ est | « PA00097143 » | Classé MH                                                                                 | 1907        | Église Saint-Pierre de Blévy                                                               |
| Église Saint-Pierre de Dampierre-sur-Blévy                                                 | Maillebois                     |         | 48° 37′ 40″ nord, 1° 07′ 30″ est |                |                                                                                           |             | Église Saint-Pierre de Dampierre-sur-Blévy                                                 |
| Église Saint-Pierre de Maintenon                                                           | Maintenon                      |         | 48° 35′ 16″ nord, 1° 34′ 33″ est |                |                                                                                           |             | Église Saint-Pierre de Maintenon                                                           |
| Église Saint-Hilaire de Mainvilliers                                                       | Mainvilliers                   |         | 48° 26′ 50″ nord, 1° 27′ 40″ est |                |                                                                                           |             | Église Saint-Hilaire de Mainvilliers                                                       |
| Église Sainte-Anne de Maisons                                                              | Maisons                        |         | 48° 24′ 26″ nord, 1° 50′ 45″ est |                |                                                                                           |             | Église Sainte-Anne de Maisons                                                              |
| Église Saint-Pierre-et-Saint-Paul de Manou                                                 | Manou                          |         | 48° 31′ 11″ nord, 0° 58′ 50″ est |                |                                                                                           |             | Église Saint-Pierre-et-Saint-Paul de Manou                                                 |
| Église Saint-Pierre de Marboué                                                             | Marboué                        |         | 48° 06′ 51″ nord, 1° 19′ 59″ est | « PA00097149 » | Classé MH Clocher                                                                         | 1908        | Église Saint-Pierre de Marboué                                                             |
| Église Sainte-Madeleine de Marchezais                                                      | Marchezais                     |         | 48° 46′ 20″ nord, 1° 30′ 27″ est |                |                                                                                           |             | Église Sainte-Madeleine de Marchezais                                                      |
| Église Saint-Chéron de Marchéville                                                         | Marchéville                    |         | 48° 22′ 03″ nord, 1° 15′ 12″ est |                |                                                                                           |             | Église Saint-Chéron de Marchéville                                                         |
| Église Saint-Vincent de Marolles-les-Buis                                                  | Marolles-les-Buis              |         | 48° 21′ 42″ nord, 0° 55′ 38″ est |                |                                                                                           |             | Église Saint-Vincent de Marolles-les-Buis                                                  |
| Église Saint-Pierre de Marville-Moutiers-Brûlé                                             | Marville-Moutiers-Brûlé        |         | 48° 40′ 33″ nord, 1° 23′ 27″ est |                |                                                                                           |             | Église Saint-Pierre de Marville-Moutiers-Brûlé                                             |
| Église Saint-Léonard de Meaucé                                                             | Meaucé                         |         | 48° 29′ 09″ nord, 1° 00′ 05″ est |                |                                                                                           |             | Église Saint-Léonard de Meaucé                                                             |
| Église Saint-Jean-Baptiste de Saint-Jean-des-Murgers                                       | Meaucé                         |         | 48° 29′ 31″ nord, 0° 58′ 26″ est |                |                                                                                           |             | Église Saint-Jean-Baptiste de Saint-Jean-des-Murgers                                       |
| Église Saint-Orien de Meslay-le-Grenet                                                     | Meslay-le-Grenet               |         | 48° 22′ 03″ nord, 1° 22′ 51″ est | « PA00097150 » | Classé MH                                                                                 | 1913        | Église Saint-Orien de Meslay-le-Grenet                                                     |
| Église Saint-Étienne de Meslay-le-Vidame                                                   | Meslay-le-Vidame               |         | 48° 16′ 49″ nord, 1° 27′ 33″ est | « PA00097151 » | Classé MH                                                                                 | 1967        | Église Saint-Étienne de Meslay-le-Vidame                                                   |
| Église Saint-Pierre de Miermaigne                                                          | Miermaigne                     |         | 48° 14′ 48″ nord, 0° 59′ 28″ est | « PA00097154 » | Inscrit MH                                                                                | 1978        | Église Saint-Pierre de Miermaigne                                                          |
| Église Saint-Gervais-et-Saint-Protais de Mignières                                         | Mignières                      |         | 48° 21′ 37″ nord, 1° 25′ 37″ est |                |                                                                                           |             | Église Saint-Gervais-et-Saint-Protais de Mignières                                         |
| Église de la Madeleine de Mittainvilliers                                                  | Mittainvilliers-Vérigny        |         | 48° 29′ 58″ nord, 1° 18′ 37″ est |                |                                                                                           |             | Église de la Madeleine de Mittainvilliers                                                  |
| Église Saint-Remi de Vérigny                                                               | Mittainvilliers-Vérigny        |         | 48° 31′ 11″ nord, 1° 19′ 24″ est |                |                                                                                           |             | Église Saint-Remi de Vérigny                                                               |
| Église Saint-Maur de Moinville-la-Jeulin                                                   | Moinville-la-Jeulin            |         | 48° 22′ 44″ nord, 1° 42′ 09″ est |                |                                                                                           |             | Église Saint-Maur de Moinville-la-Jeulin                                                   |
| Église Saint-Pierre de Moléans                                                             | Moléans                        |         | 48° 07′ 04″ nord, 1° 23′ 15″ est |                |                                                                                           |             | Église Saint-Pierre de Moléans                                                             |
| Église Saint-Martin de Mondonville-Saint-Jean                                              | Mondonville-Saint-Jean         |         | 48° 21′ 52″ nord, 1° 49′ 30″ est |                |                                                                                           |             | Église Saint-Martin de Mondonville-Saint-Jean                                              |
| Église Saint-Claude de Montboissier                                                        | Montboissier                   |         | 48° 13′ 16″ nord, 1° 23′ 32″ est |                |                                                                                           |             | Église Saint-Claude de Montboissier                                                        |
| Église Notre-Dame de Montharville                                                          | Montharville                   |         | 48° 11′ 04″ nord, 1° 19′ 50″ est |                |                                                                                           |             | Église Notre-Dame de Montharville                                                          |
| Église Saint-Pierre de Montigny-le-Chartif                                                 | Montigny-le-Chartif            |         | 48° 17′ 03″ nord, 1° 09′ 14″ est |                |                                                                                           |             | Église Saint-Pierre de Montigny-le-Chartif                                                 |
| Église Saint-Martin de Montigny-sur-Avre                                                   | Montigny-sur-Avre              |         | 48° 43′ 47″ nord, 1° 01′ 16″ est |                |                                                                                           |             | Image manquante Téléverser                                                                 |
| Église Saint-Barthélemy de Montireau                                                       | Montireau                      |         | 48° 24′ 26″ nord, 1° 01′ 22″ est | « PA00097161 » | Classé MH                                                                                 | 1980        | Église Saint-Barthélemy de Montireau                                                       |
| Église Saint-Jacques de Montlandon                                                         | Montlandon                     |         | 48° 23′ 33″ nord, 1° 01′ 19″ est |                |                                                                                           |             | Église Saint-Jacques de Montlandon                                                         |
| Église Saint-Pierre de Montreuil                                                           | Montreuil                      |         | 48° 46′ 35″ nord, 1° 22′ 43″ est | « PA00097162 » | Inscrit MH                                                                                | 1988        | Église Saint-Pierre de Montreuil                                                           |
| Église Saint-Germain de Morancez                                                           | Morancez                       |         | 48° 24′ 03″ nord, 1° 29′ 33″ est |                |                                                                                           |             | Église Saint-Germain de Morancez                                                           |
| Église Notre-Dame de Moriers                                                               | Moriers                        |         | 48° 12′ 59″ nord, 1° 26′ 16″ est |                |                                                                                           |             | Église Notre-Dame de Moriers                                                               |
| Église Saint-Denis de Morvilliers                                                          | Morvilliers                    |         | 48° 38′ 40″ nord, 0° 56′ 06″ est |                |                                                                                           |             | Église Saint-Denis de Morvilliers                                                          |
| Église Saint-Antoine de Mottereau                                                          | Mottereau                      |         | 48° 15′ 15″ nord, 1° 10′ 35″ est |                |                                                                                           |             | Église Saint-Antoine de Mottereau                                                          |
| Église Notre-Dame de Moulhard                                                              | Moulhard                       |         | 48° 12′ 29″ nord, 1° 02′ 41″ est |                |                                                                                           |             | Église Notre-Dame de Moulhard                                                              |
| Église Saint-Jean-Baptiste de Moutiers                                                     | Moutiers                       |         | 48° 17′ 49″ nord, 1° 46′ 33″ est |                |                                                                                           |             | Église Saint-Jean-Baptiste de Moutiers                                                     |
| Église Saint-Benoît de Mérouville                                                          | Mérouville                     |         | 48° 17′ 46″ nord, 1° 53′ 55″ est |                |                                                                                           |             | Église Saint-Benoît de Mérouville                                                          |
| Église Notre-Dame de Méréglise                                                             | Méréglise                      |         | 48° 17′ 23″ nord, 1° 11′ 09″ est |                |                                                                                           |             | Église Notre-Dame de Méréglise                                                             |
| Église Saint-Hilaire de Mévoisins                                                          | Mévoisins                      |         | 48° 33′ 03″ nord, 1° 35′ 31″ est |                |                                                                                           |             | Église Saint-Hilaire de Mévoisins                                                          |
| Église Saint-Martin de Mézières-en-Drouais                                                 | Mézières-en-Drouais            |         | 48° 43′ 21″ nord, 1° 25′ 20″ est | « PA28000030 » | Classé MH                                                                                 | 2013        | Église Saint-Martin de Mézières-en-Drouais                                                 |
| Église Saint-Julien de Neuvy-en-Beauce                                                     | Neuvy-en-Beauce                |         | 48° 16′ 04″ nord, 1° 52′ 39″ est |                |                                                                                           |             | Église Saint-Julien de Neuvy-en-Beauce                                                     |
| Église Saint-Martin de Neuvy-en-Dunois                                                     | Neuvy-en-Dunois                |         | 48° 12′ 25″ nord, 1° 32′ 24″ est |                |                                                                                           |             | Église Saint-Martin de Neuvy-en-Dunois                                                     |
| Église Saint-Pierre-et-Saint-Paul de Nogent-le-Phaye                                       | Nogent-le-Phaye                |         | 48° 26′ 34″ nord, 1° 34′ 30″ est |                |                                                                                           |             | Église Saint-Pierre-et-Saint-Paul de Nogent-le-Phaye                                       |
| Église Saint-Sulpice de Nogent-le-Roi                                                      | Nogent-le-Roi                  |         | 48° 38′ 53″ nord, 1° 32′ 01″ est | « PA00097166 » | Classé MH                                                                                 | 1908        | Église Saint-Sulpice de Nogent-le-Roi                                                      |
| Église Notre-Dame de Vacheresses-les-Basses                                                | Nogent-le-Roi                  |         | 48° 37′ 12″ nord, 1° 31′ 51″ est |                |                                                                                           |             | Église Notre-Dame de Vacheresses-les-Basses                                                |
| Église Saint-Hilaire de Nogent-le-Rotrou                                                   | Nogent-le-Rotrou               |         | 48° 19′ 27″ nord, 0° 48′ 45″ est | « PA00097175 » | Classé MH                                                                                 | 2003        | Église Saint-Hilaire de Nogent-le-Rotrou                                                   |
| Église Notre-Dame de Nogent-le-Rotrou                                                      | Nogent-le-Rotrou               |         | 48° 19′ 16″ nord, 0° 49′ 20″ est | « PA00097174 » | Classé MH Nef centrale ; Classé MH Chapelle funéraire de Sully, accolée au chœur          | 1907 ; 1949 | Église Notre-Dame de Nogent-le-Rotrou                                                      |
| Église Saint-Laurent de Nogent-le-Rotrou                                                   | Nogent-le-Rotrou               |         | 48° 19′ 16″ nord, 0° 49′ 19″ est | « PA00097176 » | Inscrit MH                                                                                | 1927        | Église Saint-Laurent de Nogent-le-Rotrou                                                   |
| Église Saint-Sylvain de Nogent-sur-Eure                                                    | Nogent-sur-Eure                |         | 48° 23′ 20″ nord, 1° 21′ 45″ est |                |                                                                                           |             | Église Saint-Sylvain de Nogent-sur-Eure                                                    |
| Église Saint-Anastase de Nonvilliers                                                       | Nonvilliers-Grandhoux          |         | 48° 20′ 36″ nord, 1° 10′ 23″ est |                |                                                                                           |             | Église Saint-Anastase de Nonvilliers                                                       |
| Église Saint-Vincent de Grandhoux                                                          | Nonvilliers-Grandhoux          |         | 48° 19′ 25″ nord, 1° 09′ 02″ est |                |                                                                                           |             | Image manquante Téléverser                                                                 |
| Église Saint-Pierre de Nottonville                                                         | Nottonville                    |         | 48° 06′ 43″ nord, 1° 30′ 22″ est |                |                                                                                           |             | Image manquante Téléverser                                                                 |
| Église Saint-Léger de Néron                                                                | Néron                          |         | 48° 36′ 07″ nord, 1° 30′ 50″ est | « PA00097165 » | Inscrit MH                                                                                | 1977        | Église Saint-Léger de Néron                                                                |
| Église Saint-Liphard d'Oinville-Saint-Liphard                                              | Oinville-Saint-Liphard         |         | 48° 14′ 00″ nord, 1° 55′ 01″ est |                |                                                                                           |             | Église Saint-Liphard d'Oinville-Saint-Liphard                                              |
| Église Saint-Remi d'Oinville-sous-Auneau                                                   | Oinville-sous-Auneau           |         | 48° 27′ 58″ nord, 1° 43′ 44″ est |                |                                                                                           |             | Église Saint-Remi d'Oinville-sous-Auneau                                                   |
| Église Saint-Martin d'Ollé                                                                 | Ollé                           |         | 48° 23′ 19″ nord, 1° 17′ 47″ est |                |                                                                                           |             | Église Saint-Martin d'Ollé                                                                 |
| Église Saint-Pierre d'Orgères-en-Beauce                                                    | Orgères-en-Beauce              |         | 48° 08′ 49″ nord, 1° 41′ 06″ est |                |                                                                                           |             | Image manquante Téléverser                                                                 |
| Église Saint-Pierre d'Ormoy                                                                | Ormoy                          |         | 48° 37′ 10″ nord, 1° 28′ 23″ est | « PA28000052 » | Inscrit MH                                                                                | 2021        | Église Saint-Pierre d'Ormoy                                                                |
| Église Saint-Martin d'Orrouer                                                              | Orrouer                        |         | 48° 24′ 09″ nord, 1° 16′ 59″ est |                |                                                                                           |             | Église Saint-Martin d'Orrouer                                                              |
| Église Saint-Martin d'Ouarville                                                            | Ouarville                      |         | 48° 21′ 16″ nord, 1° 46′ 29″ est |                |                                                                                           |             | Église Saint-Martin d'Ouarville                                                            |
| Église Saint-Cyr-et-Sainte-Julitte d'Ouerre                                                | Ouerre                         |         | 48° 42′ 06″ nord, 1° 27′ 57″ est |                |                                                                                           |             | Église Saint-Cyr-et-Sainte-Julitte d'Ouerre                                                |
| Église Saint-Pierre d'Oulins                                                               | Oulins                         |         | 48° 51′ 50″ nord, 1° 28′ 16″ est |                |                                                                                           |             | Église Saint-Pierre d'Oulins                                                               |
| Église Saint-Pierre-et-Saint-Paul d'Oysonville                                             | Oysonville                     |         | 48° 23′ 38″ nord, 1° 57′ 24″ est |                |                                                                                           |             | Église Saint-Pierre-et-Saint-Paul d'Oysonville                                             |
| Église Saint-Gervais-et-Saint-Protais de Pierres                                           | Pierres                        |         | 48° 35′ 37″ nord, 1° 33′ 45″ est |                |                                                                                           |             | Église Saint-Gervais-et-Saint-Protais de Pierres                                           |
| Église Saint-Denis de Poinville                                                            | Poinville                      |         | 48° 10′ 40″ nord, 1° 54′ 08″ est |                |                                                                                           |             | Église Saint-Denis de Poinville                                                            |
| Église Saint-Étienne de Poisvilliers                                                       | Poisvilliers                   |         | 48° 30′ 29″ nord, 1° 28′ 07″ est |                |                                                                                           |             | Église Saint-Étienne de Poisvilliers                                                       |
| Église Saint-Lubin de Pontgouin                                                            | Pontgouin                      |         | 48° 28′ 56″ nord, 1° 09′ 38″ est |                |                                                                                           |             | Église Saint-Lubin de Pontgouin                                                            |
| Église Notre-Dame de Poupry                                                                | Poupry                         |         | 48° 05′ 59″ nord, 1° 50′ 21″ est |                |                                                                                           |             | Église Notre-Dame de Poupry                                                                |
| Église Saint-Lubin de Prasville                                                            | Prasville                      |         | 48° 16′ 35″ nord, 1° 42′ 47″ est |                |                                                                                           |             | Église Saint-Lubin de Prasville                                                            |
| Église Saint-Lubin de Prudemanche                                                          | Prudemanche                    |         | 48° 42′ 59″ nord, 1° 08′ 07″ est |                |                                                                                           |             | Image manquante Téléverser                                                                 |
| Église Saint-Denis de Prunay-le-Gillon                                                     | Prunay-le-Gillon               |         | 48° 21′ 53″ nord, 1° 38′ 06″ est | « PA00097187 » | Classé MH Le portail ; Inscrit MH L'église en totalité                                    | 1920 ; 2010 | Église Saint-Denis de Prunay-le-Gillon                                                     |
| Église Saint-Martin de Pré-Saint-Martin                                                    | Pré-Saint-Martin               |         | 48° 12′ 43″ nord, 1° 27′ 54″ est |                |                                                                                           |             | Église Saint-Martin de Pré-Saint-Martin                                                    |
| Église Saint-Évroult de Pré-Saint-Évroult                                                  | Pré-Saint-Évroult              |         | 48° 11′ 05″ nord, 1° 28′ 05″ est |                |                                                                                           |             | Église Saint-Évroult de Pré-Saint-Évroult                                                  |
| Église de la Madeleine de Puiseux                                                          | Puiseux                        |         | 48° 38′ 09″ nord, 1° 22′ 33″ est |                |                                                                                           |             | Église de la Madeleine de Puiseux                                                          |
| Église Saint-Pierre de Péronville                                                          | Péronville                     |         | 48° 03′ 47″ nord, 1° 35′ 02″ est |                |                                                                                           |             | Image manquante Téléverser                                                                 |
| Église Saint-Remi de Revercourt                                                            | Revercourt                     |         | 48° 43′ 15″ nord, 1° 05′ 04″ est |                |                                                                                           |             | Image manquante Téléverser                                                                 |
| Église Saint-Martin de Rohaire                                                             | Rohaire                        |         | 48° 40′ 13″ nord, 0° 51′ 01″ est |                |                                                                                           |             | Église Saint-Martin de Rohaire                                                             |
| Église Saint-Georges de Roinville                                                          | Roinville                      |         | 48° 26′ 43″ nord, 1° 45′ 03″ est |                |                                                                                           |             | Église Saint-Georges de Roinville                                                          |
| Église Saint-Denis de Rouvray-Saint-Denis                                                  | Rouvray-Saint-Denis            |         | 48° 16′ 40″ nord, 1° 56′ 37″ est |                |                                                                                           |             | Église Saint-Denis de Rouvray-Saint-Denis                                                  |
| Église Saint-Martin de Rouvres                                                             | Rouvres                        |         | 48° 50′ 27″ nord, 1° 29′ 15″ est | « PA00097261 » | Classé MH                                                                                 | 1992        | Église Saint-Martin de Rouvres                                                             |
| Église Saint-Denis de Rueil-la-Gadelière                                                   | Rueil-la-Gadelière             |         | 48° 43′ 10″ nord, 0° 57′ 38″ est |                |                                                                                           |             | Église Saint-Denis de Rueil-la-Gadelière                                                   |
| Église Saint-Martin de la Gadelière                                                        | Rueil-la-Gadelière             |         | 48° 42′ 14″ nord, 0° 59′ 11″ est |                |                                                                                           |             | Église Saint-Martin de la Gadelière                                                        |
| Église Saint-Pierre de Réclainville                                                        | Réclainville                   |         | 48° 20′ 20″ nord, 1° 44′ 51″ est |                |                                                                                           |             | Image manquante Téléverser                                                                 |
| Église Saint-Michel de Saint-Ange-et-Torçay                                                | Saint-Ange-et-Torçay           |         | 48° 39′ 03″ nord, 1° 13′ 02″ est |                |                                                                                           |             | Église Saint-Michel de Saint-Ange-et-Torçay                                                |
| Église Saint-Arnoult de Saint-Arnoult-des-Bois                                             | Saint-Arnoult-des-Bois         |         | 48° 29′ 33″ nord, 1° 15′ 45″ est |                |                                                                                           |             | Église Saint-Arnoult de Saint-Arnoult-des-Bois                                             |
| Église Saint-Aubin de Saint-Aubin-des-Bois                                                 | Saint-Aubin-des-Bois           |         | 48° 28′ 01″ nord, 1° 22′ 00″ est |                |                                                                                           |             | Église Saint-Aubin de Saint-Aubin-des-Bois                                                 |
| Église Saint-Avit de Saint-Avit-les-Guespières                                             | Saint-Avit-les-Guespières      |         | 48° 16′ 17″ nord, 1° 15′ 57″ est |                |                                                                                           |             | Image manquante Téléverser                                                                 |
| Église Saint-Bomer de Saint-Bomer                                                          | Saint-Bomer                    |         | 48° 11′ 43″ nord, 0° 49′ 38″ est |                |                                                                                           |             | Image manquante Téléverser                                                                 |
| Église Saint-Christophe de Saint-Christophe (Eure-et-Loir)                                 | Saint-Christophe               |         | 48° 07′ 36″ nord, 1° 21′ 56″ est |                |                                                                                           |             | Église Saint-Christophe de Saint-Christophe (Eure-et-Loir)                                 |
| Église Saint-Denis de Saint-Denis-les-Ponts                                                | Saint-Denis-Lanneray           |         | 48° 04′ 03″ nord, 1° 17′ 24″ est |                |                                                                                           |             | Église Saint-Denis de Saint-Denis-les-Ponts                                                |
| Église Saint-Pierre de Lanneray                                                            | Saint-Denis-Lanneray           |         | 48° 05′ 14″ nord, 1° 14′ 25″ est |                |                                                                                           |             | Église Saint-Pierre de Lanneray                                                            |
| Église Saint-Denis de Saint-Denis-des-Puits                                                | Saint-Denis-des-Puits          |         | 48° 23′ 34″ nord, 1° 10′ 29″ est |                |                                                                                           |             | Église Saint-Denis de Saint-Denis-des-Puits                                                |
| Église Saint-Georges de Saint-Georges-sur-Eure                                             | Saint-Georges-sur-Eure         |         | 48° 25′ 06″ nord, 1° 21′ 11″ est | « PA00097195 » | Inscrit MH Bas-côté Sud                                                                   | 1926        | Église Saint-Georges de Saint-Georges-sur-Eure                                             |
| Église Saint-Germain de Saint-Germain-le-Gaillard                                          | Saint-Germain-le-Gaillard      |         | 48° 25′ 19″ nord, 1° 15′ 36″ est |                |                                                                                           |             | Église Saint-Germain de Saint-Germain-le-Gaillard                                          |
| Église Saint-Jean-Baptiste de Saint-Jean-Pierre-Fixte                                      | Saint-Jean-Pierre-Fixte        |         | 48° 17′ 35″ nord, 0° 50′ 12″ est | « IA28000284 » |                                                                                           |             | Église Saint-Jean-Baptiste de Saint-Jean-Pierre-Fixte                                      |
| Église Saint-Jean-Baptiste-Saint-Jean-l'Évangéliste de Saint-Jean-de-Rebervilliers         | Saint-Jean-de-Rebervilliers    |         | 48° 36′ 39″ nord, 1° 14′ 52″ est |                |                                                                                           |             | Église Saint-Jean-Baptiste-Saint-Jean-l'Évangéliste de Saint-Jean-de-Rebervilliers         |
| Église Saint-Laurent de Saint-Laurent-la-Gâtine                                            | Saint-Laurent-la-Gâtine        |         | 48° 42′ 09″ nord, 1° 32′ 28″ est |                |                                                                                           |             | Église Saint-Laurent de Saint-Laurent-la-Gâtine                                            |
| Église Saint-Lubin de Saint-Lubin-de-Cravant                                               | Saint-Lubin-de-Cravant         |         | 48° 42′ 43″ nord, 1° 05′ 17″ est |                |                                                                                           |             | Église Saint-Lubin de Saint-Lubin-de-Cravant                                               |
| Église Saint-Lubin de Saint-Lubin-de-la-Haye                                               | Saint-Lubin-de-la-Haye         |         | 48° 49′ 11″ nord, 1° 34′ 15″ est | « PA00097197 » | Classé MH                                                                                 | 1967        | Église Saint-Lubin de Saint-Lubin-de-la-Haye                                               |
| Église Saint-Lubin de Saint-Lubin-des-Joncherets                                           | Saint-Lubin-des-Joncherets     |         | 48° 46′ 03″ nord, 1° 12′ 02″ est | « PA00097199 » | Classé MH                                                                                 | 1913        | Église Saint-Lubin de Saint-Lubin-des-Joncherets                                           |
| Église Saint-Lucien de Saint-Lucien (Eure-et-Loir)                                         | Saint-Lucien                   |         | 48° 38′ 53″ nord, 1° 37′ 14″ est |                |                                                                                           |             | Église Saint-Lucien de Saint-Lucien (Eure-et-Loir)                                         |
| Église Saint-Luperce de Saint-Luperce                                                      | Saint-Luperce                  |         | 48° 26′ 12″ nord, 1° 19′ 00″ est |                |                                                                                           |             | Église Saint-Luperce de Saint-Luperce                                                      |
| Église Saint-Léger de Saint-Léger-des-Aubées                                               | Saint-Léger-des-Aubées         |         | 48° 24′ 43″ nord, 1° 44′ 24″ est |                |                                                                                           |             | Église Saint-Léger de Saint-Léger-des-Aubées                                               |
| Église Saint-Même de Saint-Maixme-Hauterive                                                | Saint-Maixme-Hauterive         |         | 48° 35′ 18″ nord, 1° 10′ 54″ est |                |                                                                                           |             | Église Saint-Même de Saint-Maixme-Hauterive                                                |
| Église Saint-Martin de Saint-Martin-de-Nigelles                                            | Saint-Martin-de-Nigelles       |         | 48° 36′ 42″ nord, 1° 36′ 39″ est |                |                                                                                           |             | Église Saint-Martin de Saint-Martin-de-Nigelles                                            |
| Église Sainte-Radegonde de Saint-Maur-sur-le-Loir                                          | Saint-Maur-sur-le-Loir         |         | 48° 09′ 07″ nord, 1° 25′ 07″ est |                |                                                                                           |             | Image manquante Téléverser                                                                 |
| Église Saint-Maurice de Saint-Maurice-Saint-Germain                                        | Saint-Maurice-Saint-Germain    |         | 48° 29′ 08″ nord, 1° 04′ 16″ est |                |                                                                                           |             | Image manquante Téléverser                                                                 |
| Vestiges de l'église Saint-Germain de Saint-Germain                                        | Saint-Maurice-Saint-Germain    |         | 48° 29′ 48″ nord, 1° 04′ 38″ est |                |                                                                                           |             | Image manquante Téléverser                                                                 |
| Église Saint-Ouen de Saint-Ouen-Marchefroy                                                 | Saint-Ouen-Marchefroy          |         | 48° 50′ 48″ nord, 1° 31′ 34″ est | « PA00097202 » | Inscrit MH                                                                                | 1971        | Église Saint-Ouen de Saint-Ouen-Marchefroy                                                 |
| Église Saint-Piat de Saint-Piat                                                            | Saint-Piat                     |         | 48° 32′ 51″ nord, 1° 35′ 06″ est |                |                                                                                           |             | Église Saint-Piat de Saint-Piat                                                            |
| Église Saint-Prest de Saint-Prest                                                          | Saint-Prest                    |         | 48° 29′ 30″ nord, 1° 31′ 49″ est |                |                                                                                           |             | Église Saint-Prest de Saint-Prest                                                          |
| Église Saint-Rémy de Saint-Rémy-sur-Avre                                                   | Saint-Rémy-sur-Avre            |         | 48° 45′ 45″ nord, 1° 14′ 31″ est | « PA00097205 » | Classé MH                                                                                 | 1930        | Église Saint-Rémy de Saint-Rémy-sur-Avre                                                   |
| Église Saint-Sauveur de Saint-Sauveur-Marville                                             | Saint-Sauveur-Marville         |         | 48° 35′ 45″ nord, 1° 16′ 55″ est | « PA00097207 » | Inscrit MH                                                                                | 2014        | Église Saint-Sauveur de Saint-Sauveur-Marville                                             |
| Église Notre-Dame de Marville-les-Bois                                                     | Saint-Sauveur-Marville         |         | 48° 36′ 12″ nord, 1° 18′ 16″ est |                |                                                                                           |             | Église Notre-Dame de Marville-les-Bois                                                     |
| Église Saint-Martin de Levasville                                                          | Saint-Sauveur-Marville         |         | 48° 37′ 17″ nord, 1° 17′ 18″ est |                |                                                                                           |             | Église Saint-Martin de Levasville                                                          |
| Église Saint-Victor-et-Saint-Gilles de Saint-Victor-de-Buthon                              | Saint-Victor-de-Buthon         |         | 48° 24′ 36″ nord, 0° 58′ 08″ est | « PA00097245 » | Inscrit MH                                                                                | 1990        | Église Saint-Victor-et-Saint-Gilles de Saint-Victor-de-Buthon                              |
| Église Saint-Éliph de Saint-Éliph                                                          | Saint-Éliph                    |         | 48° 26′ 59″ nord, 1° 01′ 30″ est |                |                                                                                           |             | Église Saint-Éliph de Saint-Éliph                                                          |
| Église Saint-Éman de Saint-Éman                                                            | Saint-Éman                     |         | 48° 19′ 17″ nord, 1° 12′ 55″ est | « PA00097194 » | Inscrit MH                                                                                | 2022        | Église Saint-Éman de Saint-Éman                                                            |
| Église Saint-Symphorien de Sainte-Gemme-Moronval                                           | Sainte-Gemme-Moronval          |         | 48° 43′ 38″ nord, 1° 24′ 54″ est |                |                                                                                           |             | Église Saint-Symphorien de Sainte-Gemme-Moronval                                           |
| Église Saint-André de Frétigny                                                             | Saintigny                      |         | 48° 22′ 23″ nord, 0° 58′ 11″ est | « PA00097116 » | Classé MH                                                                                 | 2021        | Église Saint-André de Frétigny                                                             |
| Église Saint-Denis de Saint-Denis-d'Authou                                                 | Saintigny                      |         | 48° 20′ 42″ nord, 0° 59′ 09″ est |                |                                                                                           |             | Image manquante Téléverser                                                                 |
| Église Saint-Pierre de Sainville                                                           | Sainville                      |         | 48° 27′ 49″ nord, 1° 46′ 20″ est |                |                                                                                           |             | Église Saint-Pierre de Sainville                                                           |
| Église Saint-Léger de Sancheville                                                          | Sancheville                    |         | 48° 11′ 32″ nord, 1° 34′ 41″ est |                |                                                                                           |             | Église Saint-Léger de Sancheville                                                          |
| Église Saint-Martin-et-Saint-Jouvin de Sandarville                                         | Sandarville                    |         | 48° 21′ 23″ nord, 1° 21′ 27″ est |                |                                                                                           |             | Église Saint-Martin-et-Saint-Jouvin de Sandarville                                         |
| Église Saint-Georges-et-Saint-Gilles de Santeuil                                           | Santeuil                       |         | 48° 23′ 14″ nord, 1° 44′ 03″ est | « PA00097209 » | Classé MH Chœur ; clocher                                                                 | 1907        | Église Saint-Georges-et-Saint-Gilles de Santeuil                                           |
| Église Saint-Pantaléon de Santilly                                                         | Santilly                       |         | 48° 08′ 49″ nord, 1° 52′ 19″ est |                |                                                                                           |             | Église Saint-Pantaléon de Santilly                                                         |
| Église Saint-Pierre de Saulnières                                                          | Saulnières                     |         | 48° 39′ 38″ nord, 1° 16′ 16″ est |                |                                                                                           |             | Église Saint-Pierre de Saulnières                                                          |
| Église Saint-Jean-Baptiste de Saumeray                                                     | Saumeray                       |         | 48° 15′ 01″ nord, 1° 19′ 16″ est | « PA00097210 » | Inscrit MH                                                                                | 1971        | Église Saint-Jean-Baptiste de Saumeray                                                     |
| Église Saint-Pierre de Saussay                                                             | Saussay                        |         | 48° 51′ 29″ nord, 1° 24′ 44″ est |                |                                                                                           |             | Église Saint-Pierre de Saussay                                                             |
| Église Saint-Pierre de Senantes                                                            | Senantes                       |         | 48° 39′ 43″ nord, 1° 34′ 17″ est |                |                                                                                           |             | Image manquante Téléverser                                                                 |
| Église Notre-Dame de Senonches                                                             | Senonches                      |         | 48° 33′ 38″ nord, 1° 02′ 14″ est | « PA00097213 » | Inscrit MH Clocher                                                                        | 1927        | Église Notre-Dame de Senonches                                                             |
| Église Saint-Maurice de Tardais                                                            | Senonches                      |         | 48° 34′ 39″ nord, 1° 00′ 26″ est |                |                                                                                           |             | Église Saint-Maurice de Tardais                                                            |
| Église Saint-Pierre de la Ville-aux-Nonains                                                | Senonches                      |         | 48° 33′ 14″ nord, 1° 05′ 00″ est |                |                                                                                           |             | Église Saint-Pierre de la Ville-aux-Nonains                                                |
| Église Saint-Denis de Serazereux                                                           | Serazereux                     |         | 48° 35′ 46″ nord, 1° 26′ 07″ est |                |                                                                                           |             | Église Saint-Denis de Serazereux                                                           |
| Église Saint-Pierre de Serville                                                            | Serville                       |         | 48° 46′ 06″ nord, 1° 29′ 04″ est |                |                                                                                           |             | Église Saint-Pierre de Serville                                                            |
| Église Saint-Nicolas de Sorel                                                              | Sorel-Moussel                  |         | 48° 49′ 57″ nord, 1° 21′ 55″ est |                |                                                                                           |             | Image manquante Téléverser                                                                 |
| Église Saint-Georges de Souancé-au-Perche                                                  | Souancé-au-Perche              |         | 48° 16′ 05″ nord, 0° 51′ 20″ est | « PA00097214 » | Inscrit MH Clocher et chœur ; Inscrit MH Ensemble de l'église sauf parties déjà inscrites | 1930 ; 1935 | Église Saint-Georges de Souancé-au-Perche                                                  |
| Église Saints-Jacques-et-Philippe de Soulaires                                             | Soulaires                      |         | 48° 30′ 58″ nord, 1° 35′ 08″ est |                |                                                                                           |             | Église Saints-Jacques-et-Philippe de Soulaires                                             |
| Église Saint-Germain de Sours                                                              | Sours                          |         | 48° 24′ 44″ nord, 1° 35′ 49″ est |                |                                                                                           |             | Église Saint-Germain de Sours                                                              |
| Église Saint-Liphard de Terminiers                                                         | Terminiers                     |         | 48° 04′ 53″ nord, 1° 44′ 28″ est |                |                                                                                           |             | Église Saint-Liphard de Terminiers                                                         |
| Église Saint-Barthélémy de Theuville                                                       | Theuville                      |         | 48° 20′ 08″ nord, 1° 36′ 03″ est |                |                                                                                           |             | Église Saint-Barthélémy de Theuville                                                       |
| Église Saint-Taurin de Pézy                                                                | Theuville                      |         | 48° 19′ 07″ nord, 1° 34′ 27″ est |                |                                                                                           |             | Église Saint-Taurin de Pézy                                                                |
| Église Saint-Pierre de Thimert                                                             | Thimert-Gâtelles               |         | 48° 34′ 07″ nord, 1° 15′ 09″ est | « PA00097222 » | Classé MH                                                                                 | 2021        | Église Saint-Pierre de Thimert                                                             |
| Église Saint-Blaise de Gâtelles                                                            | Thimert-Gâtelles               |         | 48° 32′ 38″ nord, 1° 17′ 13″ est | « PA00097221 » | Classé MH                                                                                 | 1921        | Église Saint-Blaise de Gâtelles                                                            |
| Église abbatiale de la Sainte-Trinité de Thiron-Gardais                                    | Thiron-Gardais                 |         | 48° 18′ 43″ nord, 0° 59′ 37″ est | « IA28000281 » |                                                                                           |             | Église abbatiale de la Sainte-Trinité de Thiron-Gardais                                    |
| Église Saint-Hilaire de Thivars                                                            | Thivars                        |         | 48° 22′ 48″ nord, 1° 27′ 03″ est |                |                                                                                           |             | Église Saint-Hilaire de Thivars                                                            |
| Église Notre-Dame de Thiville                                                              | Thiville                       |         | 48° 01′ 31″ nord, 1° 22′ 31″ est |                |                                                                                           |             | Église Notre-Dame de Thiville                                                              |
| Église Saint-Aignan de Tillay-le-Péneux                                                    | Tillay-le-Péneux               |         | 48° 09′ 38″ nord, 1° 46′ 27″ est |                |                                                                                           |             | Église Saint-Aignan de Tillay-le-Péneux                                                    |
| Église Saint-Denis de Toury                                                                | Toury                          |         | 48° 11′ 45″ nord, 1° 56′ 17″ est | « PA00097228 » | Classé MH                                                                                 | 1907        | Église Saint-Denis de Toury                                                                |
| Église Saint-Pierre de Trancrainville                                                      | Trancrainville                 |         | 48° 14′ 22″ nord, 1° 51′ 35″ est |                |                                                                                           |             | Église Saint-Pierre de Trancrainville                                                      |
| Église Notre-Dame-et-Sainte-Quittaire de Theuvy                                            | Tremblay-les-Villages          |         | 48° 34′ 06″ nord, 1° 20′ 56″ est |                |                                                                                           |             | Église Notre-Dame-et-Sainte-Quittaire de Theuvy                                            |
| Église Saint-Brice d'Achères                                                               | Tremblay-les-Villages          |         | 48° 35′ 01″ nord, 1° 22′ 45″ est |                |                                                                                           |             | Église Saint-Brice d'Achères                                                               |
| Église Saint-Martin de Gironville                                                          | Tremblay-les-Villages          |         | 48° 37′ 16″ nord, 1° 22′ 53″ est |                |                                                                                           |             | Église Saint-Martin de Gironville                                                          |
| Église Saint-Martin-et-Saint-Jacques de Tremblay-le-Vicomte                                | Tremblay-les-Villages          |         | 48° 36′ 00″ nord, 1° 23′ 06″ est |                |                                                                                           |             | Église Saint-Martin-et-Saint-Jacques de Tremblay-le-Vicomte                                |
| Église Saint-Paul de Chêne-Chenu                                                           | Tremblay-les-Villages          |         | 48° 34′ 54″ nord, 1° 20′ 00″ est |                |                                                                                           |             | Église Saint-Paul de Chêne-Chenu                                                           |
| Église Saint-Sulpice d'Écublé                                                              | Tremblay-les-Villages          |         | 48° 33′ 55″ nord, 1° 19′ 12″ est |                |                                                                                           |             | Église Saint-Sulpice d'Écublé                                                              |
| Église Saint-Martin de Trizay                                                              | Trizay-Coutretot-Saint-Serge   |         | 48° 17′ 34″ nord, 0° 52′ 00″ est |                |                                                                                           |             | Église Saint-Martin de Trizay                                                              |
| Église Saint-Brice de Coutretot                                                            | Trizay-Coutretot-Saint-Serge   |         | 48° 17′ 03″ nord, 0° 53′ 05″ est |                |                                                                                           |             | Image manquante Téléverser                                                                 |
| Église Saint-Martin de Trizay-lès-Bonneval                                                 | Trizay-lès-Bonneval            |         | 48° 12′ 02″ nord, 1° 20′ 01″ est | « PA00097231 » | Inscrit MH                                                                                | 1984        | Église Saint-Martin de Trizay-lès-Bonneval                                                 |
| Église Saint-Blaise de Tréon                                                               | Tréon                          |         | 48° 40′ 31″ nord, 1° 19′ 03″ est | « PA28000038 » | Inscrit MH                                                                                | 2013        | Église Saint-Blaise de Tréon                                                               |
| Église Saint-Lubin d'Umpeau                                                                | Umpeau                         |         | 48° 28′ 33″ nord, 1° 40′ 11″ est |                |                                                                                           |             | Église Saint-Lubin d'Umpeau                                                                |
| Église Saint-Martin d'Unverre                                                              | Unverre                        |         | 48° 11′ 59″ nord, 1° 05′ 40″ est |                |                                                                                           |             | Église Saint-Martin d'Unverre                                                              |
| Église Saint-Hilaire de Châtillon-en-Dunois                                                | Vald'Yerre                     |         | 48° 06′ 58″ nord, 1° 11′ 08″ est | « PA00097252 » | Classé MH                                                                                 | 1995        | Église Saint-Hilaire de Châtillon-en-Dunois                                                |
| Église Saint-Lubin d'Arrou                                                                 | Vald'Yerre                     |         | 48° 05′ 53″ nord, 1° 07′ 25″ est |                |                                                                                           |             | Église Saint-Lubin d'Arrou                                                                 |
| Église Notre-Dame de Boisgasson                                                            | Vald'Yerre                     |         | 48° 02′ 55″ nord, 1° 09′ 06″ est |                |                                                                                           |             | Image manquante Téléverser                                                                 |
| Église Saint-Jean-Baptiste de Courtalain                                                   | Vald'Yerre                     |         | 48° 04′ 48″ nord, 1° 08′ 04″ est |                |                                                                                           |             | Église Saint-Jean-Baptiste de Courtalain                                                   |
| Église Saint-Pellerin de Saint-Pellerin                                                    | Vald'Yerre                     |         | 48° 04′ 20″ nord, 1° 08′ 32″ est |                |                                                                                           |             | Église Saint-Pellerin de Saint-Pellerin                                                    |
| Église Saint-Pierre de Langey                                                              | Vald'Yerre                     |         | 48° 02′ 39″ nord, 1° 11′ 11″ est |                |                                                                                           |             | Église Saint-Pierre de Langey                                                              |
| Église Saint-Pierre-et-Saint-Paul de Varize                                                | Varize                         |         | 48° 05′ 47″ nord, 1° 30′ 49″ est | « PA00097232 » | Classé MH Restes des peintures murales                                                    | 1952        | Église Saint-Pierre-et-Saint-Paul de Varize                                                |
| Église Notre-Dame de Vaupillon                                                             | Vaupillon                      |         | 48° 27′ 36″ nord, 0° 59′ 37″ est |                |                                                                                           |             | Église Notre-Dame de Vaupillon                                                             |
| Église Saint-Victor de Ver-lès-Chartres                                                    | Ver-lès-Chartres               |         | 48° 23′ 06″ nord, 1° 28′ 40″ est |                |                                                                                           |             | Église Saint-Victor de Ver-lès-Chartres                                                    |
| Église Saint-Sulpice de Vernouillet                                                        | Vernouillet                    |         | 48° 43′ 09″ nord, 1° 21′ 52″ est |                |                                                                                           |             | Image manquante Téléverser                                                                 |
| Église Saint-Pierre de Vert-en-Drouais                                                     | Vert-en-Drouais                |         | 48° 45′ 43″ nord, 1° 17′ 26″ est |                |                                                                                           |             | Église Saint-Pierre de Vert-en-Drouais                                                     |
| Église Notre-Dame de Vichères                                                              | Vichères                       |         | 48° 16′ 07″ nord, 0° 54′ 44″ est | « PA00097234 » | Inscrit MH                                                                                | 1927        | Église Notre-Dame de Vichères                                                              |
| Église Saint-Hilaire de Vierville                                                          | Vierville                      |         | 48° 23′ 04″ nord, 1° 54′ 56″ est |                |                                                                                           |             | Église Saint-Hilaire de Vierville                                                          |
| Église Saint-Martin de Vieuvicq                                                            | Vieuvicq                       |         | 48° 15′ 50″ nord, 1° 12′ 54″ est |                |                                                                                           |             | Église Saint-Martin de Vieuvicq                                                            |
| Église Notre-Dame de Villampuy                                                             | Villampuy                      |         | 48° 02′ 08″ nord, 1° 30′ 34″ est |                |                                                                                           |             | Image manquante Téléverser                                                                 |
| Église Notre-Dame de Villars                                                               | Villars                        |         | 48° 13′ 52″ nord, 1° 33′ 00″ est |                |                                                                                           |             | Église Notre-Dame de Villars                                                               |
| Église Saint-Pierre de Lutz-en-Dunois                                                      | Villemaury                     |         | 48° 03′ 33″ nord, 1° 24′ 44″ est | « PA00097140 » | Classé MH                                                                                 | 1944        | Église Saint-Pierre de Lutz-en-Dunois                                                      |
| Église Saint-Cloud de Saint-Cloud-en-Dunois                                                | Villemaury                     |         | 48° 02′ 21″ nord, 1° 28′ 15″ est |                |                                                                                           |             | Église Saint-Cloud de Saint-Cloud-en-Dunois                                                |
| Église Saint-Martin de Civry                                                               | Villemaury                     |         | 48° 05′ 28″ nord, 1° 29′ 27″ est |                |                                                                                           |             | Église Saint-Martin de Civry                                                               |
| Église Saint-Martin d'Ozoir-le-Breuil                                                      | Villemaury                     |         | 48° 00′ 50″ nord, 1° 28′ 51″ est |                |                                                                                           |             | Église Saint-Martin d'Ozoir-le-Breuil                                                      |
| Église Saint-Maurice de Villemeux-sur-Eure                                                 | Villemeux-sur-Eure             |         | 48° 40′ 29″ nord, 1° 27′ 44″ est | « PA00097238 » | Classé MH                                                                                 | 1907        | Église Saint-Maurice de Villemeux-sur-Eure                                                 |
| Église Sainte-Christine de Villiers-Saint-Orien                                            | Villiers-Saint-Orien           |         | 48° 08′ 03″ nord, 1° 29′ 27″ est |                |                                                                                           |             | Église Sainte-Christine de Villiers-Saint-Orien                                            |
| Église Saint-Étienne de Villiers-le-Morhier                                                | Villiers-le-Morhier            |         | 48° 37′ 10″ nord, 1° 33′ 51″ est |                |                                                                                           |             | Église Saint-Étienne de Villiers-le-Morhier                                                |
| Église Saint-Denis de Vitray-en-Beauce                                                     | Vitray-en-Beauce               |         | 48° 16′ 36″ nord, 1° 25′ 20″ est |                |                                                                                           |             | Église Saint-Denis de Vitray-en-Beauce                                                     |
| Église Saint-Vincent de Voise                                                              | Voise                          |         | 48° 24′ 00″ nord, 1° 42′ 29″ est |                |                                                                                           |             | Église Saint-Vincent de Voise                                                              |
| Église Saint-Martin d'Yermenonville                                                        | Yermenonville                  |         | 48° 33′ 25″ nord, 1° 37′ 18″ est |                |                                                                                           |             | Église Saint-Martin d'Yermenonville                                                        |
| Église Saint-Georges d'Ymeray                                                              | Ymeray                         |         | 48° 30′ 37″ nord, 1° 42′ 01″ est | « PA00097240 » | Inscrit MH                                                                                | 1987        | Église Saint-Georges d'Ymeray                                                              |
| Église Saint-Saturnin d'Ymonville                                                          | Ymonville                      |         | 48° 15′ 41″ nord, 1° 45′ 00″ est |                |                                                                                           |             | Église Saint-Saturnin d'Ymonville                                                          |
| Église Notre-Dame d'Yèvres                                                                 | Yèvres                         |         | 48° 12′ 35″ nord, 1° 11′ 23″ est | « PA00097239 » | Inscrit MH                                                                                | 1988        | Église Notre-Dame d'Yèvres                                                                 |
| Église Saint-Jean d'Écluzelles                                                             | Écluzelles                     |         | 48° 42′ 31″ nord, 1° 25′ 30″ est |                |                                                                                           |             | Église Saint-Jean d'Écluzelles                                                             |
| Église Saint-Martin d'Écrosnes                                                             | Écrosnes                       |         | 48° 32′ 42″ nord, 1° 43′ 37″ est |                |                                                                                           |             | Église Saint-Martin d'Écrosnes                                                             |
| Église Saint-Jean de Villeau                                                               | Éole-en-Beauce                 |         | 48° 14′ 28″ nord, 1° 35′ 55″ est | « PA00097236 » | Classé MH                                                                                 | 1966        | Église Saint-Jean de Villeau                                                               |
| Église Saint-Jacques de Fains-la-Folie                                                     | Éole-en-Beauce                 |         | 48° 12′ 44″ nord, 1° 35′ 56″ est | « PA00097105 » | Classé MH                                                                                 | 1905        | Église Saint-Jacques de Fains-la-Folie                                                     |
| Église Saint-Sébastien de Baignolet                                                        | Éole-en-Beauce                 |         | 48° 10′ 19″ nord, 1° 37′ 17″ est | « PA28000022 » | Inscrit MH                                                                                | 2006        | Église Saint-Sébastien de Baignolet                                                        |
| Église Saint-Julien de Fains-la-Folie                                                      | Éole-en-Beauce                 |         | 48° 13′ 25″ nord, 1° 38′ 20″ est |                |                                                                                           |             | Église Saint-Julien de Fains-la-Folie                                                      |
| Église Saint-Martin de Viabon                                                              | Éole-en-Beauce                 |         | 48° 13′ 01″ nord, 1° 42′ 13″ est |                |                                                                                           |             | Église Saint-Martin de Viabon                                                              |
| Église Saint-Pierre de Germignonville                                                      | Éole-en-Beauce                 |         | 48° 11′ 34″ nord, 1° 44′ 09″ est |                |                                                                                           |             | Église Saint-Pierre de Germignonville                                                      |
| Église Saint-Étienne d'Épeautrolles                                                        | Épeautrolles                   |         | 48° 18′ 38″ nord, 1° 19′ 36″ est |                |                                                                                           |             | Église Saint-Étienne d'Épeautrolles                                                        |
| Église Saint-Pierre d'Épernon                                                              | Épernon                        |         | 48° 36′ 35″ nord, 1° 40′ 39″ est | « PA00097102 » | Classé MH                                                                                 | 1942        | Église Saint-Pierre d'Épernon                                                              |

### Culteprotestant
| Église                                                 | Commune             | Adresse | Coordonnées                      | Notice         | Protection | Date | Illustration                            |
| ------------------------------------------------------ | ------------------- | ------- | -------------------------------- | -------------- | ---------- | ---- | --------------------------------------- |
| Temple protestant de Bû                                | Bû                  |         | 48° 48′ 02″ nord, 1° 29′ 38″ est |                |            |      | Image manquante Téléverser              |
| Temple de l'église réformée de Chartres                | Chartres            |         | 48° 26′ 25″ nord, 1° 29′ 14″ est |                |            |      | Temple de l'église réformée de Chartres |
| Temple de l'église protestante unie de France de Dreux | Dreux               |         | 48° 44′ 04″ nord, 1° 21′ 58″ est |                |            |      | Image manquante Téléverser              |
| Temple du Pont-Tranchefétu                             | Fontenay-sur-Eure   |         | 48° 24′ 08″ nord, 1° 23′ 20″ est |                |            |      | Image manquante Téléverser              |
| Temple protestant de Gaubert                           | Guillonville        |         | 48° 06′ 02″ nord, 1° 38′ 51″ est |                |            |      | Temple protestant de Gaubert            |
| Temple protestant de Marsauceux                        | Mézières-en-Drouais |         | 48° 43′ 35″ nord, 1° 26′ 20″ est | « PA28000056 » | Inscrit MH | 2022 | Temple protestant de Marsauceux         |